# Rembrandt
Rembrandt Harmenszoon van Rijn (Leida, 15 de julho de 1606 – Amsterdam, 4 de outubro de 1669) foi um pintor e gravurista holandês. É geralmente considerado um dos maiores nomes da história da arte europeia e o mais importante da história holandesa. É considerado, por alguns, como o maior pintor de todos os tempos. As suas contribuições à arte surgiram em um período denominado pelos historiadores de "Século de Ouro dos Países Baixos", no qual a influência política, a ciência, o comércio e a cultura holandesa — particularmente a pintura — atingiram seu ápice.
Tendo alcançado sucesso na juventude como um pintor de retratos, seus últimos anos foram marcados por uma tragédia pessoal e dificuldades financeiras. No entanto, as suas gravuras e pinturas foram populares em toda a sua vida e sua reputação como artista manteve-se elevada, e por vinte anos ele ensinou quase todos os importantes pintores holandeses. Os maiores triunfos criativos de Rembrandt são exemplificados especialmente nos retratos de seus contemporâneos, autorretratos e ilustrações de cenas da Bíblia. Seus autorretratos formam uma biografia singular e intimista em que o artista pesquisou a si mesmo sem vaidade e com a máxima sinceridade.
Tanto na pintura como na gravura, ele expõe um conhecimento completo da iconografia clássica, que ele moldou para se adequar às exigências da sua própria experiência; assim, a representação de uma cena bíblica era baseada no conhecimento de Rembrandt sobre o texto específico, na sua assimilação da composição clássica, e em suas observações da população judaica de Amsterdã. Devido a sua empatia pela condição humana, ele foi chamado de "um dos grandes profetas da civilização".

## Biografia

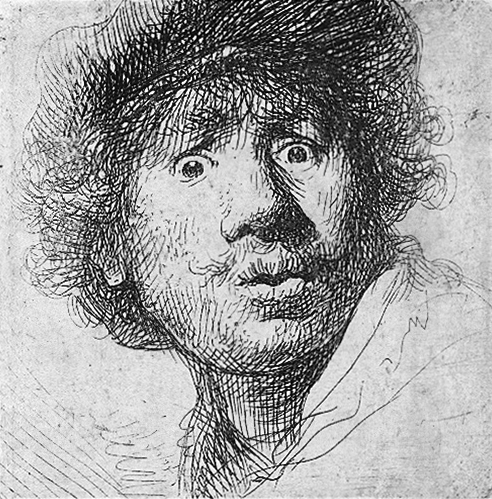
Autorretrato de chapéu, com os olhos arregalados, água-forte e buril, 1630

Rembrandt Harmenszoon van Rijn nasceu em 15 de julho de 1606 em Leida, na República Unida dos Países Baixos (atual Países Baixos). Foi o nono filho do casal Harmen Gerritszoon van Rijn, um próspero moleiro e Neeltgen Willemsdochter van Zuytbrouck. Na infância frequentou aulas de latim e foi matriculado na Universidade de Leida. Registros da época mostram que ele demonstrava grande inclinação para pintura, tornando-se sem demora aprendiz de um pintor, Jacob van Swanenburgh, com quem passou três anos. Após um breve mas importante aprendizado de seis meses com o famoso pintor Pieter Lastman em Amsterdã, Rembrandt abriu um estúdio em Leida em 1624 ou 1625, compartilhando-o com seu amigo e colega de profissão Jan Lievens. Em 1627, Rembrandt começou a aceitar alunos, entre eles Gerrit Dou.
Em 1629, Rembrandt foi descoberto pelo estadista Constantijn Huygens (pai do famoso matemático e físico Christiaan Huygens), que conseguiu para o pintor importantes encomendas na corte de Haia. Como resultado desta conexão, o príncipe Frederik Hendrik continuou a adquirir as obras de Rembrandt até 1646.
No final de 1631, Rembrandt mudou-se para Amsterdã, então em rápida expansão como o novo centro comercial dos Países Baixos, e começou a praticar como retratista profissional, obtendo grande êxito. Ele inicialmente permaneceu com um marchand, Hendrick van Uylenburg, e em 1634 casou-se com sua sobrinha, Saskia van Uylenburg. Saskia era advinda de uma família respeitável: seu pai fora advogado e burgemeester (prefeito) de Leeuwarden. Quando Saskia, a filha caçula, ficou orfã, passou a morar com sua irmã mais velha em Het Bildt. Rembrandt e Saskia casaram-se na igreja local de Sint Annaparochie, sem a presença de seus parentes. No mesmo ano, Rembrandt tornou-se cidadão de Amsterdã e membro da guilda local de pintores. Ele também conquistou diversos alunos, entre eles Ferdinand Bol e Govert Flinck.

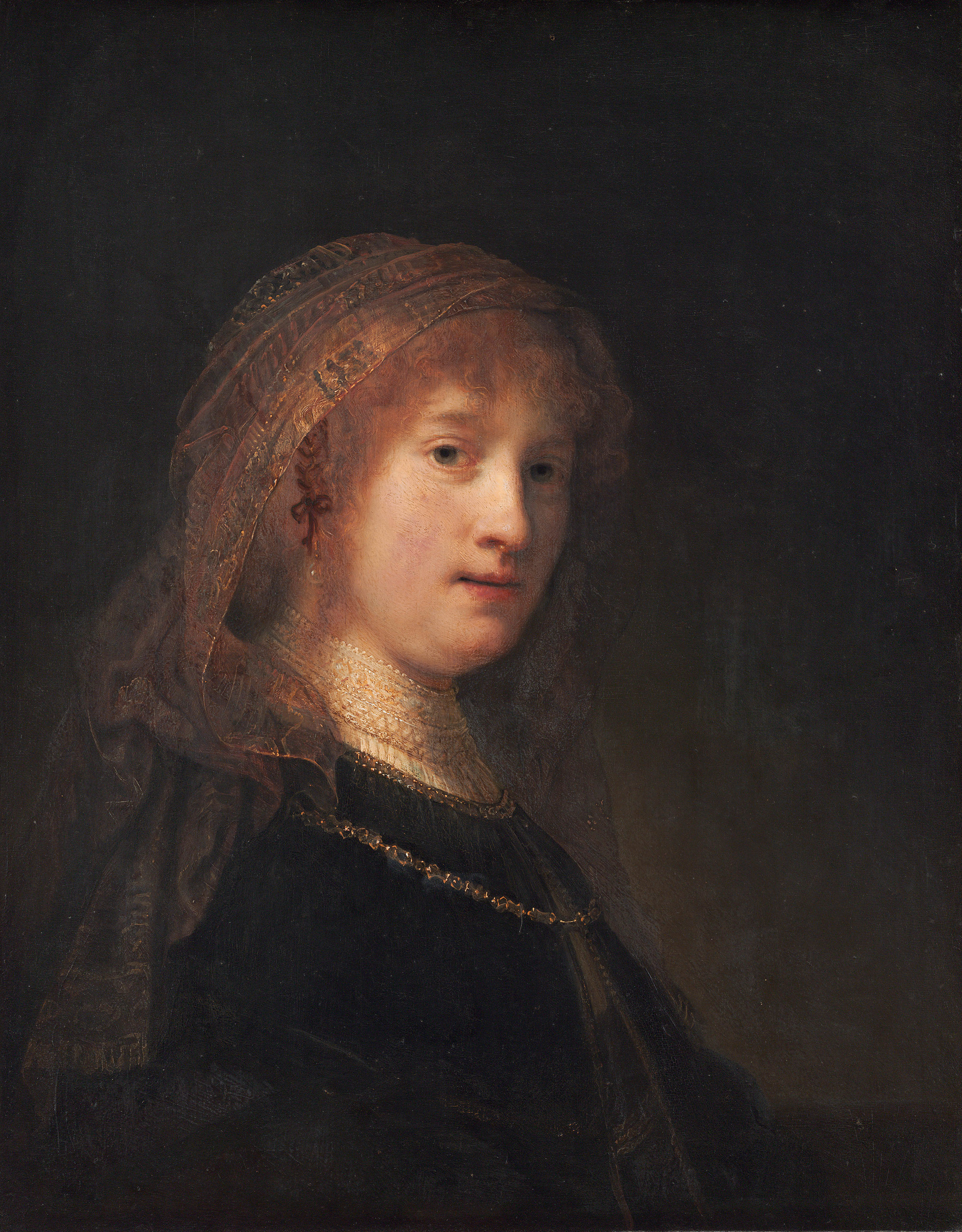
Retrato de Saskia van Uylenburg, c. 1635

Em 1635, Rembrandt e Saskia mudaram-se para sua primeira residência, alugada no bairro da moda de Nieuwe Doelenstraat. Em 1639, passaram a viver em um casarão na rua Jodenbreestraat, então em fase de transição para um quarteirão judeu; a hipoteca para financiar a aquisição da propriedade de 13 000 guilders seria mais tarde a razão principal de graves dificuldades financeiras. Com uma renda substancial na época, ele poderia ter quitado a dívida facilmente, mas ao que parece suas despesas eram tão grandes quanto os lucros, que supostamente esvaíram-se também em investimentos malsucedidos. Foi neste local que Rembrandt recorreu com frequência a seus vizinhos judeus para pintar cenas do Velho Testamento. Embora abastado, o casal enfrentou diversos problemas pessoais; seu filho Rumbartus morreu com dois meses de idade em 1635, e sua filha Cornelia apenas três semanas após o parto em 1638. Em 1640 tiveram mais uma filha, também chamada Cornelia, que morreu com um mês de idade. Somente seu quarto filho, Titus, nascido em 1641, é que sobreviveu até a maioridade. Saskia morreu em 1642, pouco depois do nascimento de Titus, provavelmente em decorrência de uma tuberculose. Os desenhos de Rembrandt dela em seu leito de morte estão entre seus trabalhos mais comoventes.

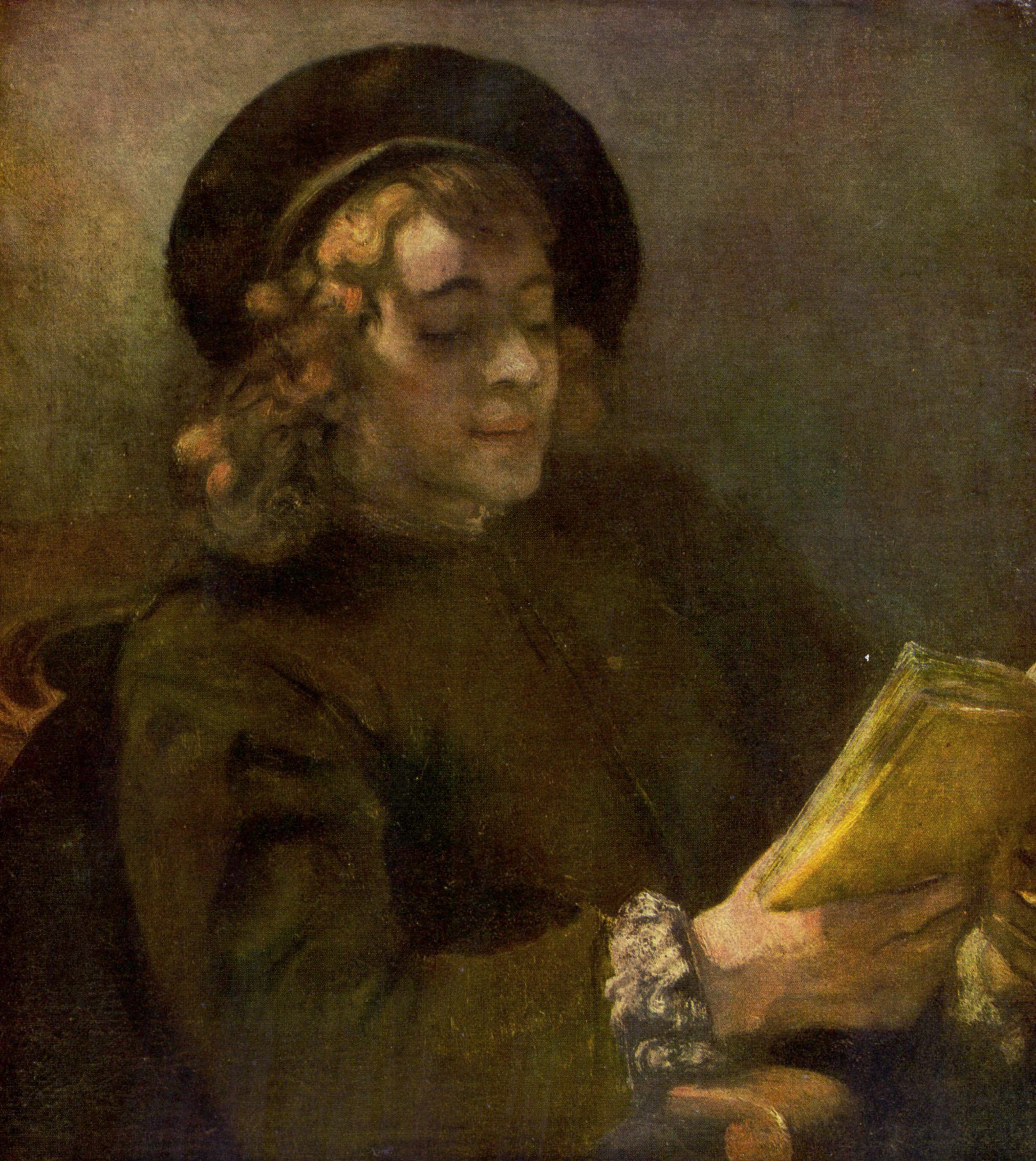
Retrato de Titus (1657-1658)

Durante a enfermidade de Saskia, Geertje Dircx foi contratada como enfermeira e babá de Titus, tornando-se na mesma época amante de Rembrandt. Ela posteriormente processaria o pintor por quebra de promessa, sendo recompensada com uma pensão alimentícia de 200 guilders por ano. Ao descobrir que Geertje havia penhorado jóias pertencentes a Saskia, Rembrandt conseguiu com que ela fosse internada por doze anos em um asilo de indigentes em Gouda.[carece de fontes?]
No final da década de 1640, Rembrandt deu início a um relacionamento com sua empregada Hendrickje Stoffels. Em 1654 tiveram uma filha, Cornelia, o que provocou a intimação de Hendrickje pela Igreja Reformada Holandesa para responder a acusação de que cometera "atos de uma prostituta com Rembrandt o pintor". Ela confessou a verdade, sendo excomungada. Rembrandt por sua vez não foi convocado ou excomungado, pois não fazia parte de nenhuma igreja. Os dois foram considerados legalmente casados sob a lei comum, apesar do pintor não ter se casado oficialmente para não perder acesso aos recursos financeiros destinados a Titus no testamento de sua mãe.
Rembrandt vivia além de suas rendas, comprando obras de arte, impressões e raridades, o que supostamente provocou em 1656 um acordo nos tribunais para evitar sua falência, que resultou na venda da maioria de seus quadros e sua imensa coleção de antiguidades. A lista de itens vendidos sobreviveu ao tempo, e relaciona entre outros objetos os bustos de vários Imperadores Romanos, armaduras japonesas e um acervo de história natural e mineral. Os valores obtidos com as vendas em 1657 e 1658, contudo, foram irrisórios. Em 1660 ele foi forçado a vender sua casa e máquina impressora e mudar-se para uma habitação modesta em Rozengracht. As autoridades e credores eram em geral compreensivos com sua situação—com exceção da guilda de pintores de Amsterdã, que introduziu uma nova regra proibindo a qualquer um nas circunstâncias de Rembrandt de trabalhar como pintor. Para contornar a proibição, Hendrickje e Titus iniciaram um empreendimento para agenciar obras de arte, com Rembrandt como seu funcionário.
Em 1661, ele (ou o novo empreendimento) foi contratado para completar os trabalhos do recém-construído paço municipal—a contratação só ocorreu, no entanto, após a morte de Govert Flinck, que fora designado originalmente para o trabalho. A obra resultante, A Conspiração de Claudius Civilis, foi rejeitada e devolvida ao pintor; apenas um fragmento dela acabaria conservada. Na mesma época Rembrandt admitiu seu último aprendiz, Aert de Gelder. Em 1662 ele continuava a executar grandes encomendas de retratos e outras obras. Quando Cosme III da Toscana viajou a Amsterdã em 1667, visitou, entre outros locais, a casa de Rembrandt.
Rembrandt sobreviveu tanto a Hendrickje, que morreu em 1663, quanto Titus, morto em 1668. Ele faleceu em Amsterdã por volta de um ano depois da morte do filho, sendo sepultado em uma cova não demarcada na Westerkerk.

## Técnica

A Ronda Nocturna, Rijksmuseum, Amsterdã.

Segundo estudiosos, a pintura do grande mestre divide-se claramente em duas fases distintas.
Na primeira, é evidente a influência de Pieter Lastman, que estudou com Caravaggio em Roma por mais de 10 anos. Esta técnica mostra um contraste muito grande com a iluminação da tela, o que confere grande dramaticidade às pinturas, que tinham temática bíblica ou mitológica. A movimentação dos personagens retratados também era muito carregada de expressões intensas, o que colabora mais ainda na dramaticidade da cena. As pinturas eram menores, mas riquíssimas em detalhes, como vestimentas e joalheria.
A segunda fase começa por volta de 1640, onde Rembrandt utiliza com maior profusão a monocromia em tons dourados, uma influência clara de Caravaggio, um dos primeiros grandes mestres do chiaroscuro, técnica com uma justaposição muito forte entre luzes e sombras, cujo resultado final é um efeito visual impressionante, criada por Leonardo Da Vinci. Porém o clima da pintura, ao invés de movimentos repentinos e fortes, torna-se mais leve, com personagens mais introspectivos e pensativos. A luz passa a ser não só um elemento que compõe o ambiente, mas começa a fazer parte do plano espiritual da pintura, como a luz da alma humana. Os efeitos de luz criam a forma e o espaço e a cor se subordina a estes, daí a ser chamado de mestre das luzes e sombras. A profundidade de seus quadros neste período é intensa, tocando ao extremo o observador. Cada vez mais aproxima-se da técnica do grande mestre Ticiano, o que pode ser visto nas finalizações e na qualidade superficial de suas pinturas.
Rembrandt pintava em camadas de tintas, construindo a cena da região mais afastada até a sua frente, com o uso de vernizes entre estas camadas de tinta, que eram bem espessas, o que permitia uma ilusão de ótica graças à qualidade táctil da própria tinta. A manipulação tátil da tinta se aproximava de técnicas medievais, quando alguns efeitos de mimetismo transformavam a superfície da pintura. O resultado final varia muito no manuseio da tinta, sugerindo espaço de uma maneira altamente individual.

## Temática das pinturas

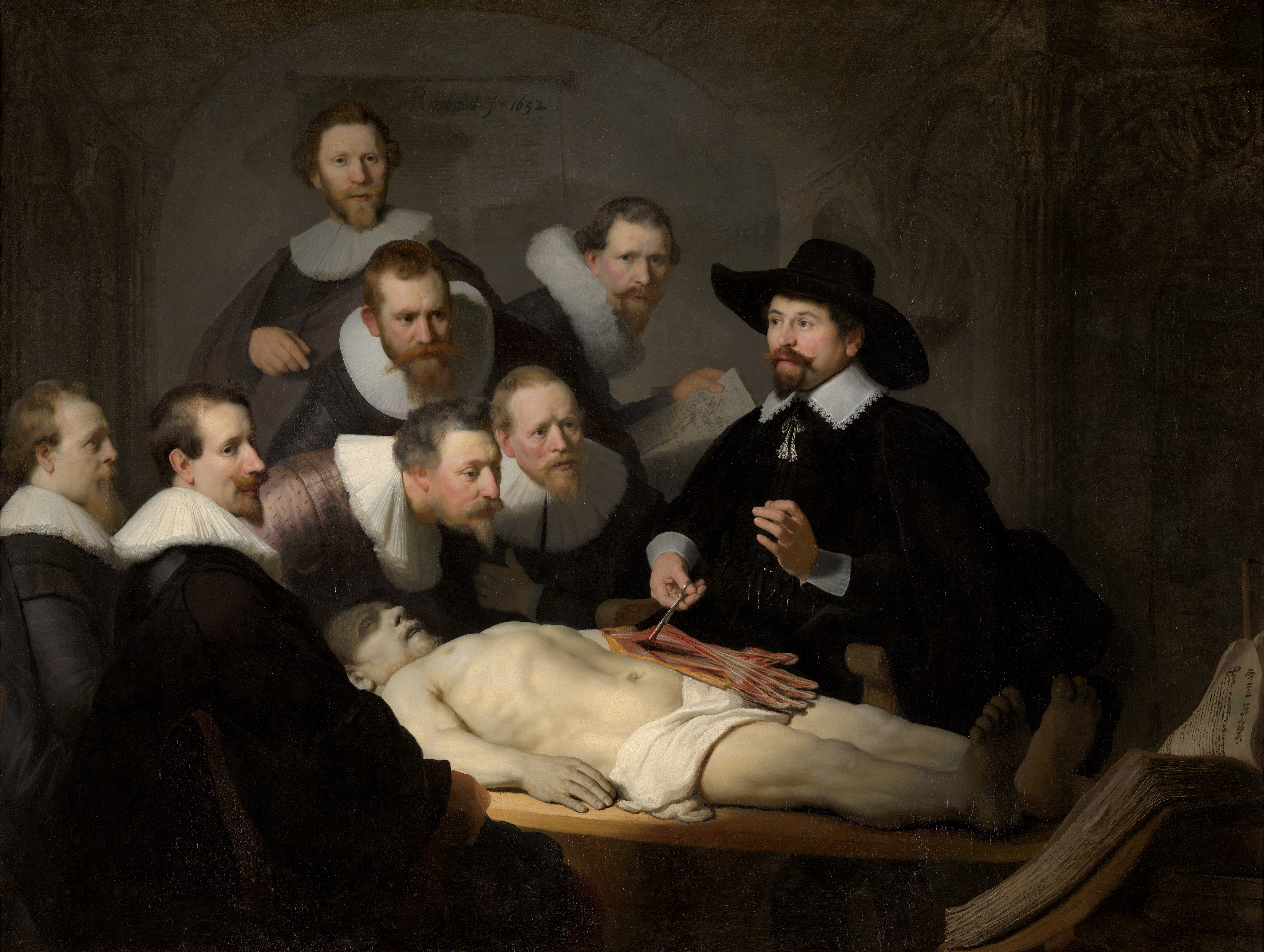
Aula de Anatomia do Dr. Tulp, Mauritshuis, Haia.

Rembrandt pintou usando basicamente três temas distintos: as pinturas sacras, os auto retratos e os retratos de grupos.[carece de fontes?]
As pinturas sacras foram realizadas por toda a vida do pintor, principalmente de cenas retratadas na Bíblia. Temos como bons exemplos desta fase "O retorno do filho pródigo" em exposição no Museu Hermitage de São Petersburgo e Jacó abençoa os filhos de José no Museu Staatliche Kunstsammlungen Kassel. Muito elogiado por seus contemporâneos, que sempre o reverenciaram como um mestre intérprete das histórias bíblicas graças à sua habilidade em representar emoções e atenção aos detalhes.
Rembrandt ficou muito famoso pela quantidade de autorretratos que realizou, mais de 100 no total, por 40 anos. Estes autorretratos, que eram leituras psicológicas do autor, foram comparados somente aos que Vincent Van Gogh fez de si mesmo, mais de 200 anos depois. Sempre foi fiel ao rosto que encontrava no espelho, tanto nos momentos felizes quanto nos de desespero, onde encarava as agruras da vida.
Os retratos de grupos estavam em moda na Holanda na época de Rembrandt, onde grupos procuravam os pintores para terem seu retrato imortalizado em uma tela, e ainda podiam dividir os custos da produção entre si. Apesar de ter pintado apenas quatro retratos em grupo, dois dos mais famosos quadros de Rembrandt encontram-se nesta temática, A Aula de Anatomia do Dr. Tulp, em exposição no Museu Mauritshuis, em Haia e A Ronda Nocturna, no Rijksmuseum, em Amsterdã.
Em muitas pinturas bíblicas, como A Subida da Cruz, José Contando Seus Sonhos e A Stoning de São Estevão, Rembrandt pintou-se como personagem na multidão. Acredita-se que Rembrandt tenha feito isto pois, para ele, a Bíblia era um tipo de diário, uma conta sobre os momentos de sua própria vida.

## Gravuras

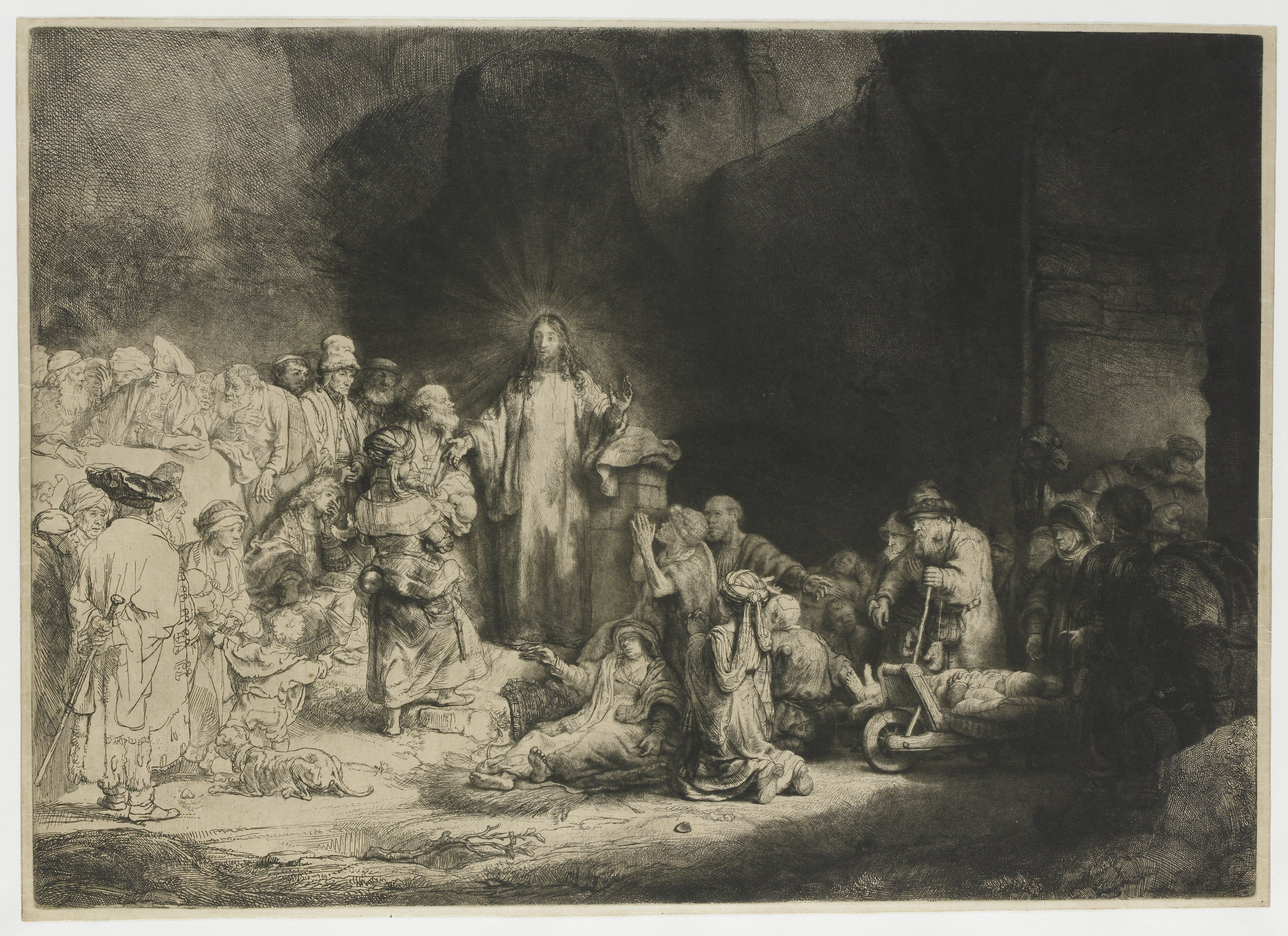
Gravura de c.1647-1649.

Rembrandt era, e ainda é, muito famoso pela qualidade das suas gravuras. Produziu-as de 1626 a 1660, até quando foi obrigado a vender sua impressora e deixou de fazê-las. O único ano em que não realizou nenhuma gravura foi o de 1649. Até o século XIX, Rembrandt era mais famoso como gravador do que como pintor. Isso porque Rembrandt não as considerava um tipo inferior de arte, e sim, outro tipo de expressão, totalmente diferente da pintura.
As gravuras consistiam em uma técnica aperfeiçoada e simplificada pelo próprio pintor, por volta de 1630, onde ele gravava placas de metal com um buril e depois, com a utilização de alguns ácidos, coratavam estas ranhuras feitas nas placas, marcando-as. Com o auxílio de uma prensa ele transpunha esta imagem gravada na placa de metal para o papel, resultando em lindas gravuras. O nome desta técnica é água-forte.
Rembrandt usava das mais variadas temáticas nas suas gravuras como cenas bíblicas, mitologia, paisagens, nus, retratos e outras mais, idem às suas pinturas; embora os autorretratos sejam mais comuns neste tipo de arte. A fase onde realizou a maior quantidade de gravuras iniciou-se em 1636 e durou cerca de 20 anos. Muitas delas permanecem até hoje, algumas sendo encontradas no Museu Rembrandt, em Amsterdã. Gravuras estas que percorrem o mundo em exposições temporárias, a fim de que outros possam apreciar as obras do grande mestre.

Existem vinte e sete autorretratos, 64 paisagens, a maioria pequenas, com um detalhamento impressionante. Um terço de suas gravuras eram de tema religioso, muitas tratadas de forma bastante simplista, enquanto outras são impressões monumentais. Algumas gravuras eróticas, ou apenas obscenas também são encontradas, embora não haja paralelo a este tema em suas pinturas. Possuía, até ser obrigado a vender, uma série de gravuras de outros artistas e muitos esboços e influências podem ser traçadas daí. Entre estes podemos destacar Mantegna, Rafael Sanzio, Hercules Segers, e Giovanni Benedetto Castiglione.

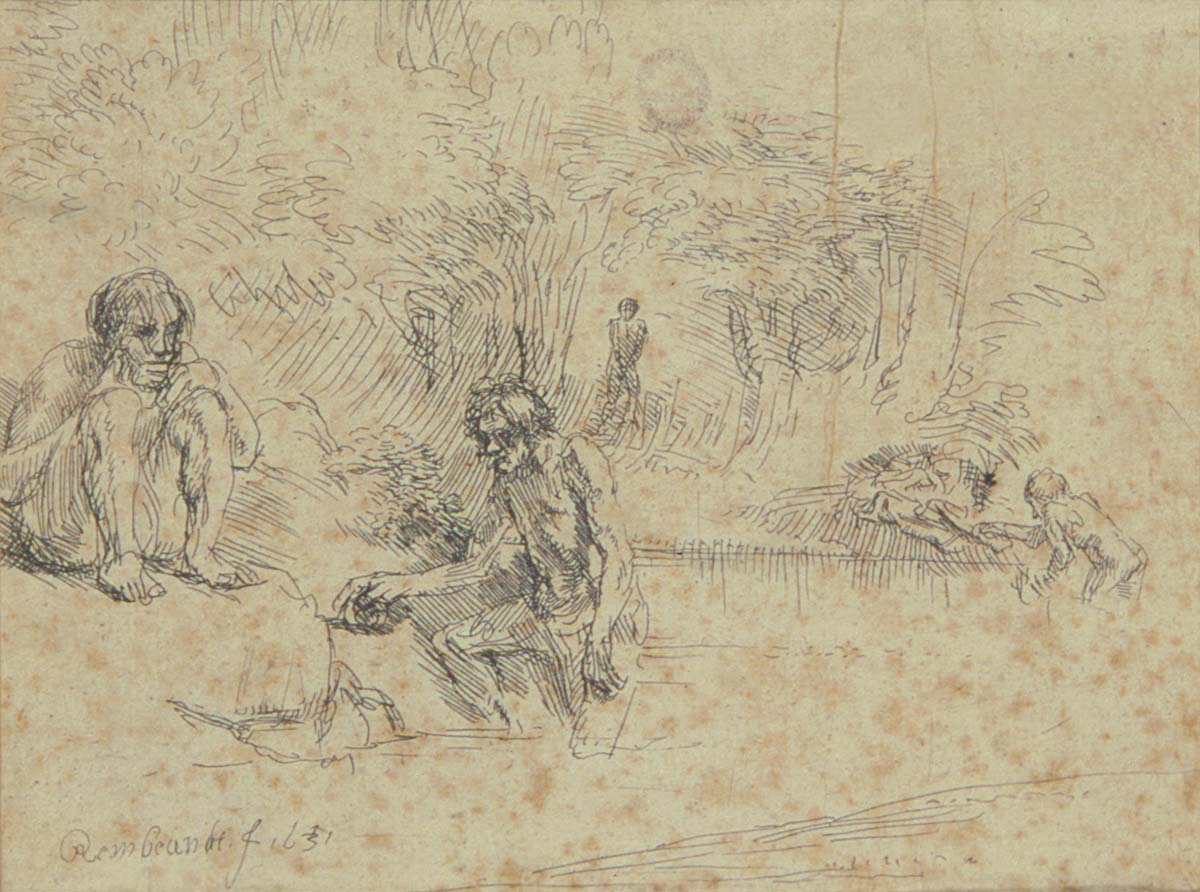
Banhistas, 1651, Casa Museu Eva Klabin

Assim como na pintura, Rembrandt também passou por duas fases distintas na execução de gravuras. Poucos trabalhos restaram da primeira fase, restando somente as impressões finais e esboços. Na segunda fase, mais madura, de cerca de 1650, uma certa quantidade de placas ainda restou. Rembrandt começa a experimentar diferentes tipos de papel para impressão, incluindo papel de arroz e veludo. Começa a usar um "tom de superfície", o que deixa uma fina camada de tinta em partes da placa ao invés de deixá-la completamente imersa em tinta em cada impressão. Outro detalhe encontrado nas gravuras da segunda fase é a quantidade de áreas brancas, o que sugeria espaço e outras áreas de linhas extremamente complexas a fim de produzir tons escuros ricos em detalhes.
No acervo da coleção Casa Museu Eva Klabin, no Rio de Janeiro, encontra-se a água-forte Banhistas, 1651. Essa cena gravada pode se relacionar a estudos de outros artistas, como Jacques Callot, que também produziu cenas de banhistas. 

## Nome e assinaturas
"Rembrandt" é uma modificação do primeiro nome do artista, que começou a usá-lo em 1633. Por volta de 1625 suas assinaturas consistiam de um "R" inicial, ou do monograma "RH" (de Rembrant Harmenszoon; ou. "Rembrant, filho de Harmen"), e começou a usar "RHL", em 1629 (acredita-se que o "L" seja devido a sua cidade natal, Leida). Em 1632, adicionou seu patronímico e assinava "RHL-van Rijn", mas no mesmo ano começou a usar seu primeiro nome, "Rembrant". Em 1633 adicionou um "d", e manteve a assinatura constante, apenas com uma pequena alteração puramente visual, sem alterações de pronúncia. Curiosamente, apesar de suas pinturas e gravuras apresentarem vários formatos de assinatura neste período inicial, seus documentos sempre mantiveram o original "Rembrant" (Provavelmente só existe uma gravura com a assinatura "RHL-v. Rijn,", de 1632; "A Ascensão de Lázaro" B 73). Esta prática de assinar com apenas o primeiro nome foi seguida por Vincent van Gogh, e provavelmente inspirada por Rafael, Leonardo da Vinci e Michelangelo, que, hoje, são considerados os primeiros a adotar esta prática.

## Disfunção oftalmológica
Uma carta publicada em 2003 por Margaret S. Livingstone, professora de neurobiologia na Harvard Medical School, sugere que Rembrandt, que era estrábico, sofria de alteração na estereopsia, uma impossibilidade ou dificuldade de enxergar tridimensionalmente. Esta conclusão foi descoberta após o estudo de 36 autorretratos. Por não poder formar uma visão binocular normal, seu cérebro automaticamente mudava a visão para apenas um olho, a fim de realizar várias tarefas. Esta afecção pode ter ajudado-o a deixar planas as imagens que via, e a colocá-las de maneira bidimensional na tela. Livingstone afirma que isto foi uma vantagem para o pintor: “Professores de arte sempre orientam os alunos a fechar um olho a fim de deixar plano o que estão vendo. Além do mais, a cegueira estéril pode não ser uma disfunção e sim, um auxílio, para alguns artistas".

## Museu Rembrandt

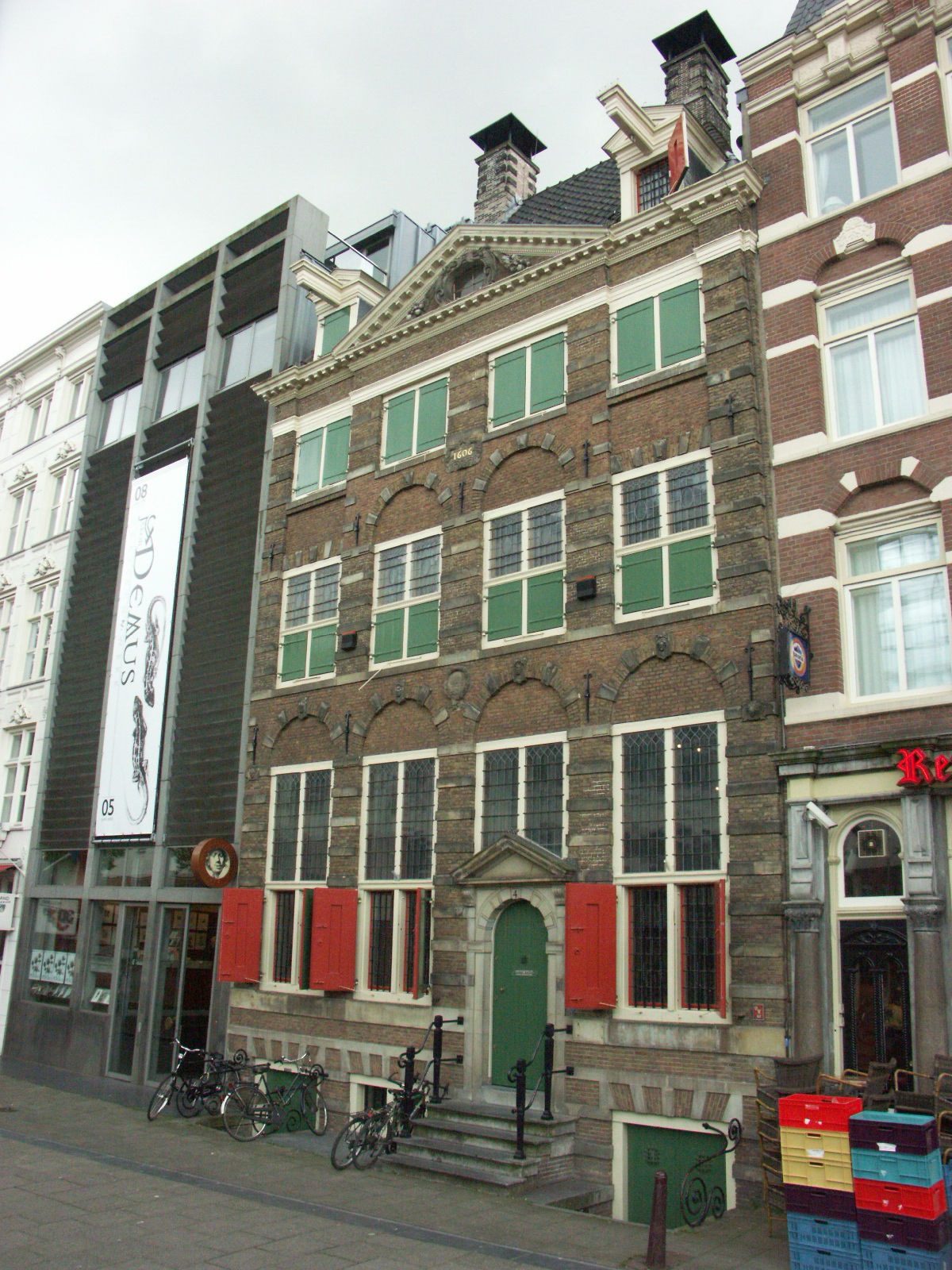
Fachada do Museu Rembrandt.

Em 1906, na casa onde morou o pintor entre 1639 e 1660, foi estabelecido o Museu Rembrandt, após o imóvel ter sido comprado pela Fundação Rembrandt. O endereço é Jodenbreestraat 4, Amsterdã.
Lá o visitante pode apreciar alguns quadros de Rembrandt e de seus pupilos, bem como cômodos com objetos usados pelo pintor, incluindo seu atelier. Um dos cômodos mais curiosos abriga a coleção de objetos de Rembrandt, incluindo crânios de animais, animais embalsamados, conchas, armaduras e outros mais, que o pintor colecionava e também utilizada em seus quadros, quando necessário.

## Pupilos
Sabe-se muito bem que Rembrandt tinha um enorme estúdio e muitos alunos. Sua fama era tanta que muitos homens de posses visitavam Amsterdã a fim de comprar uma de suas obras. A lista de alunos de Rembrandt, tanto de Amsterdã quanto de Leida, é bastante extensa, principalmente porque não se sabe se todos foram alunos do mestre ou se foram alunos de algum de seus pupilos, que copiavam sua técnica, devido a sua vasta influência. Uma breve lista: Ferdinand Bol, Adriaen Brouwer, Gerrit Dou, Willem Drost, Heiman Dullaart, Gerbrand van den Eeckhout, Carel Fabritius, Govert Flinck, Hendrick Fromantiou, Arent de Gelder, Samuel Dirksz van Hoogstraten, Abraham Janssens, Godfrey Kneller, Philip de Koninck, Jacob Levecq, Nicolaes Maes, Jürgen Ovens,
Christopher Paudiß, Willem de Poorter, Jan Victors, e Willem van der Vliet.

#### Ver também

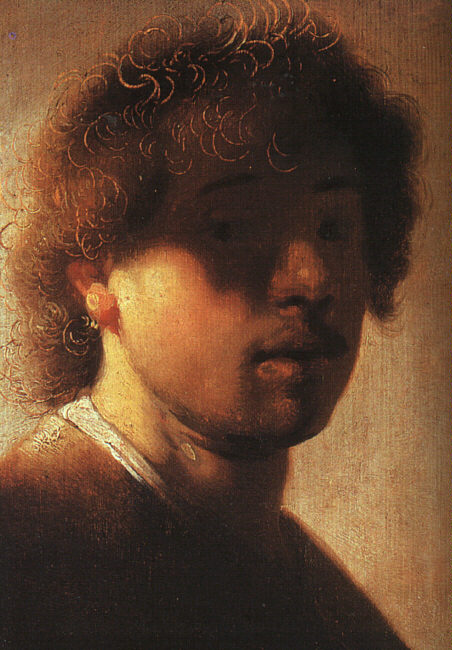
Um Jovem Rembrandt, com 22 anos (c.1628)
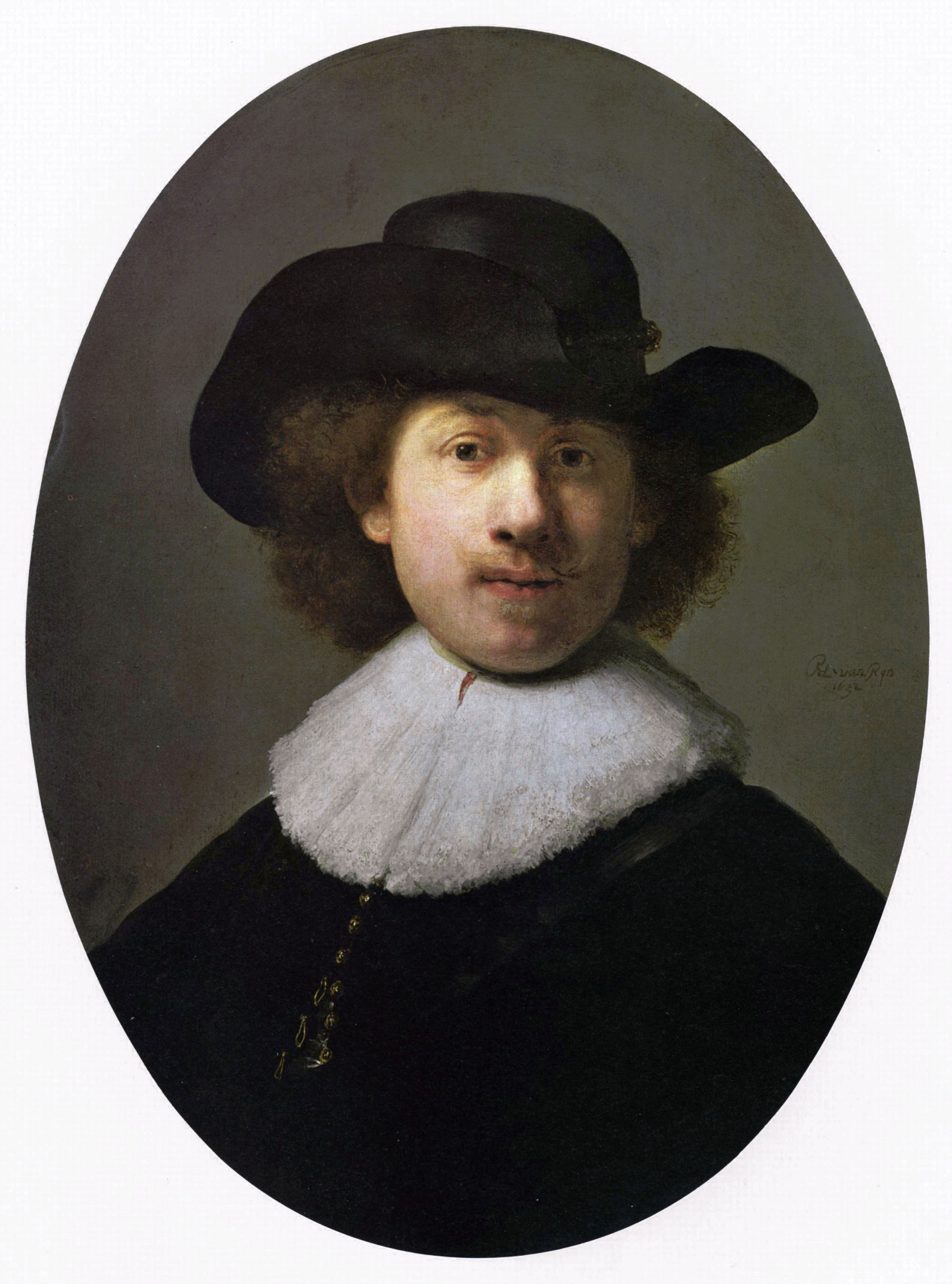
Rembrandt em 1632
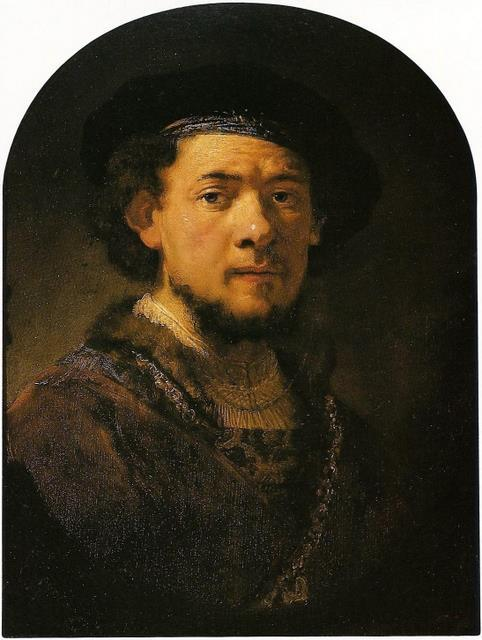
Retrato de Jovem com Corrente de Ouro (1635)
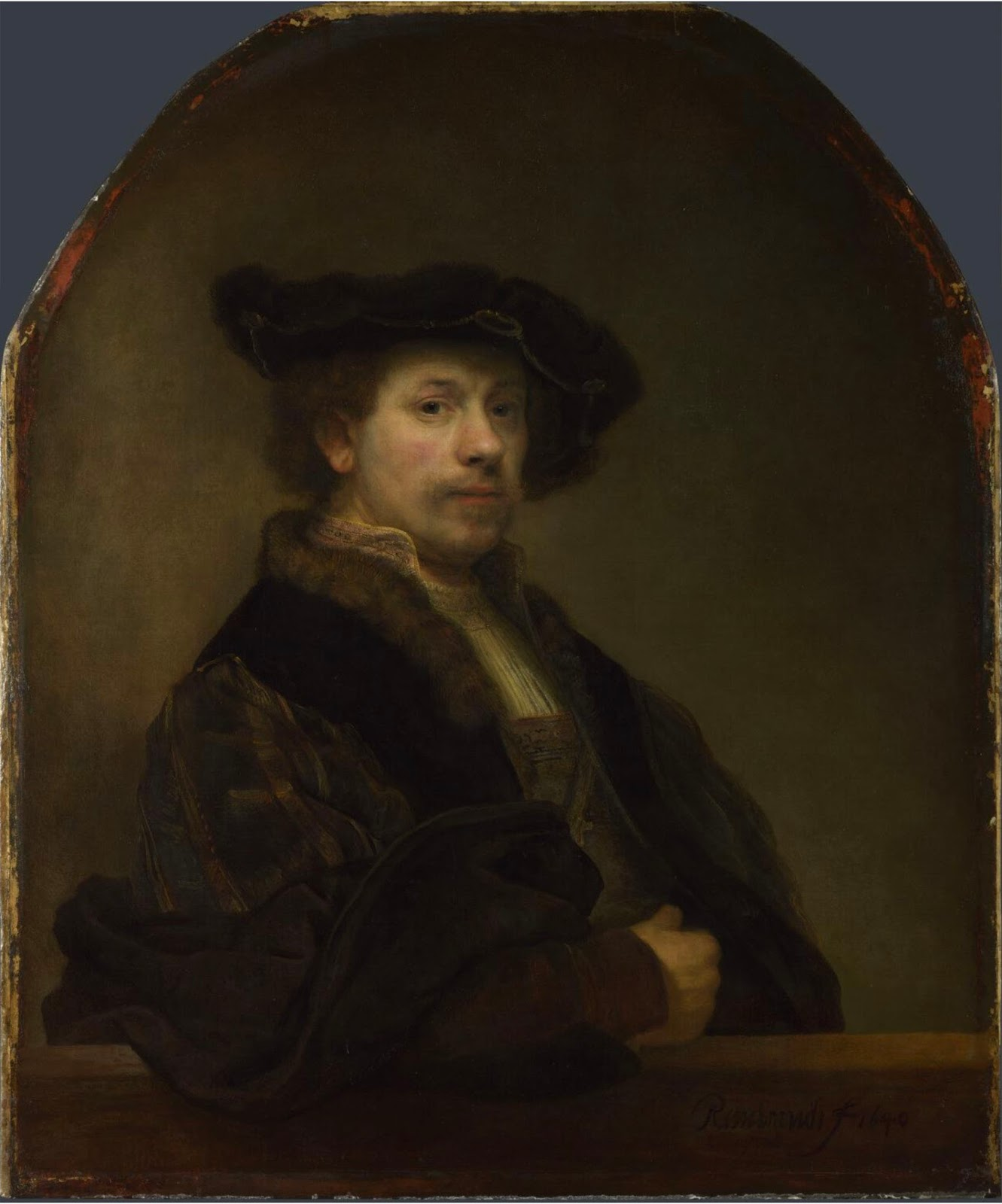
Autorretrato (1642)
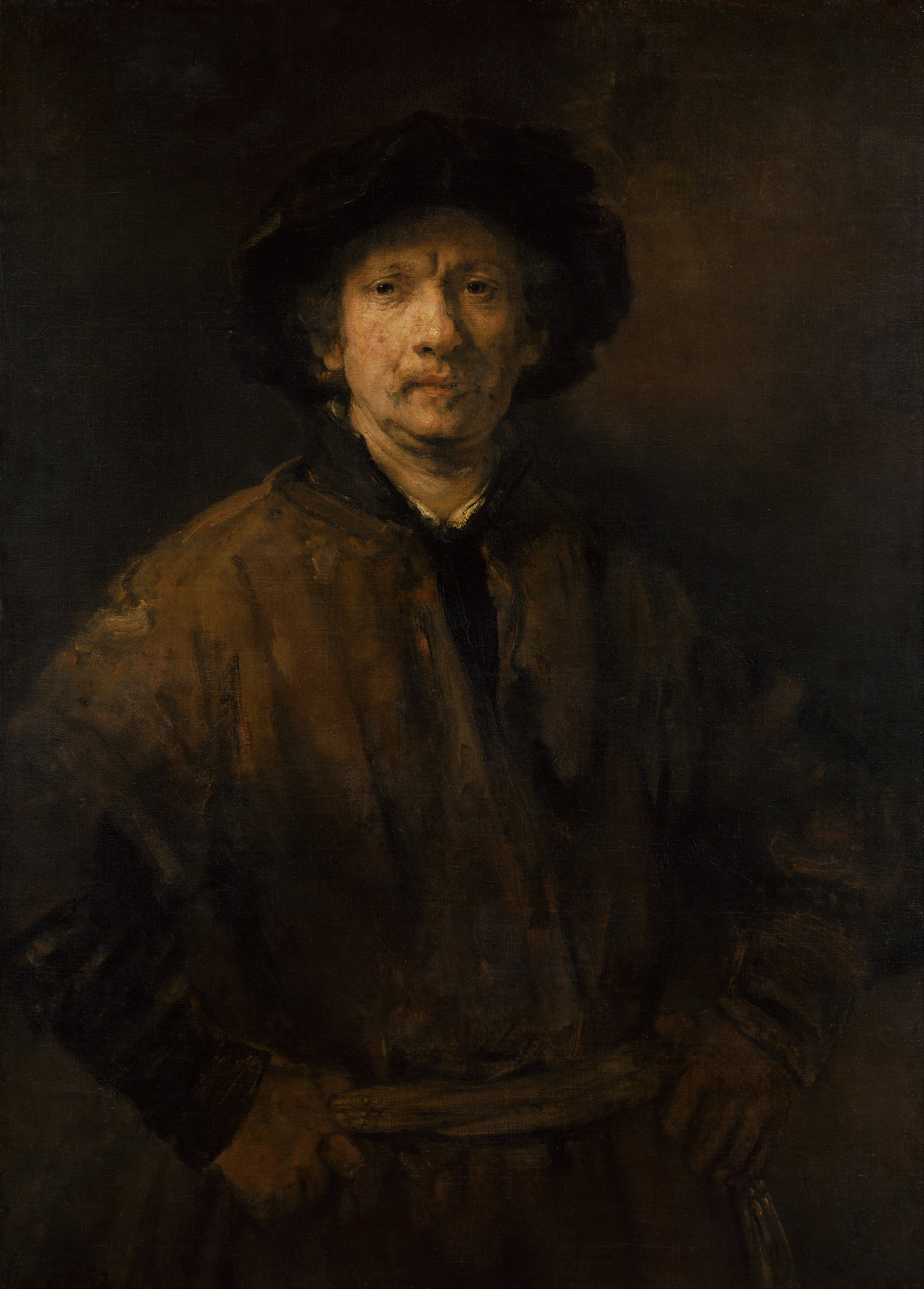
Auto-Retrato (1652)
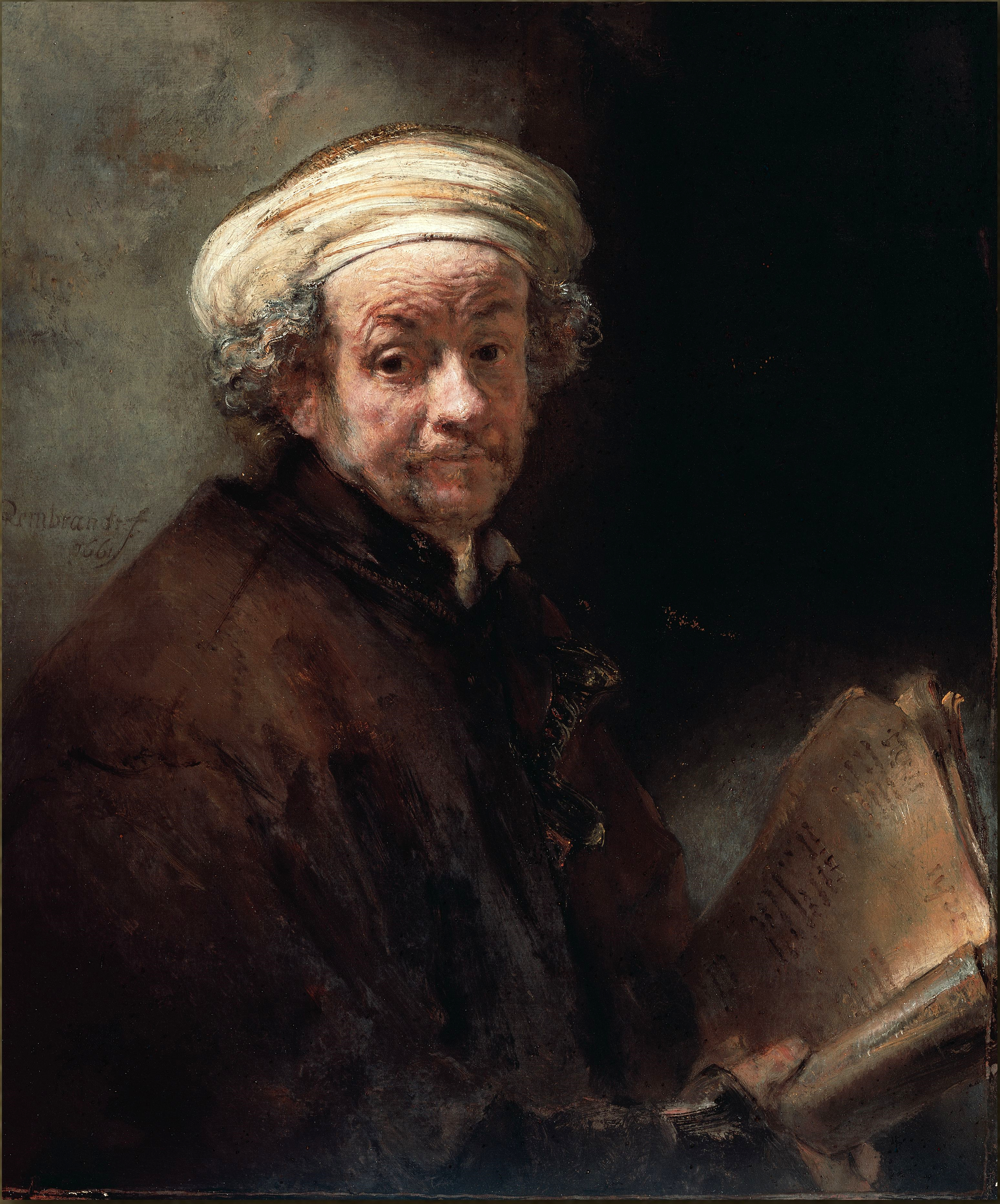
Auto-retrato como Apóstolo Paulo (1661)
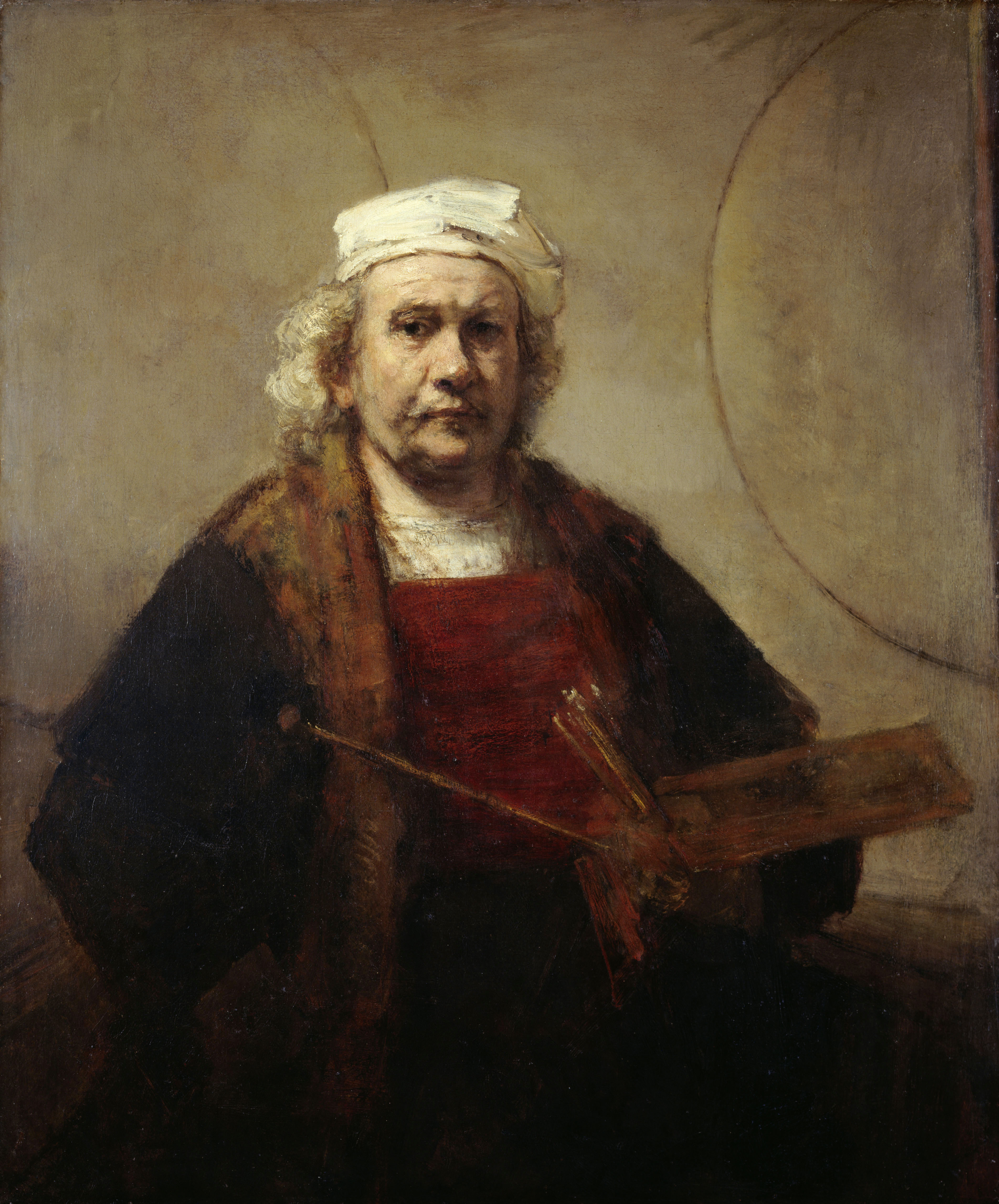
Auto-retrato (1661)
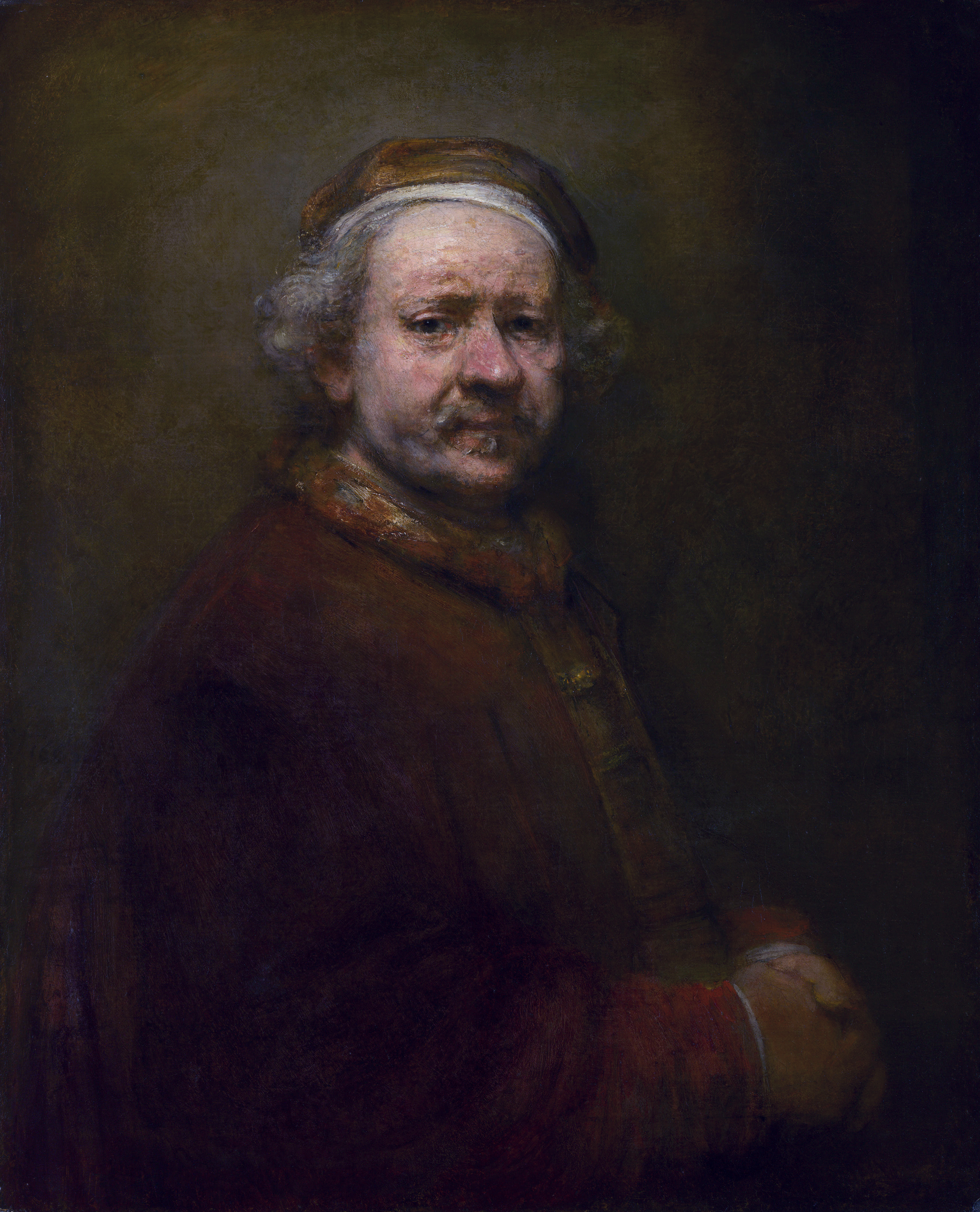
Auto-Retrato (1669), ano de sua morte

## Coleções
- Amsterdam Museum
- Gemäldegalerie, Dresden
- Kassel
- Louvre, Paris
- Mauritshuis, Haia
- Museum Catharijneconvent, Utrecht
- Museu Hermitage, São Petersburgo
- National Gallery, Londres
- Nationalmuseum, Estocolmo
- Rijksmuseum, Amsterdã[66]

## Obras

### Retratos/Autorretratos

### Outras pinturas de destaque

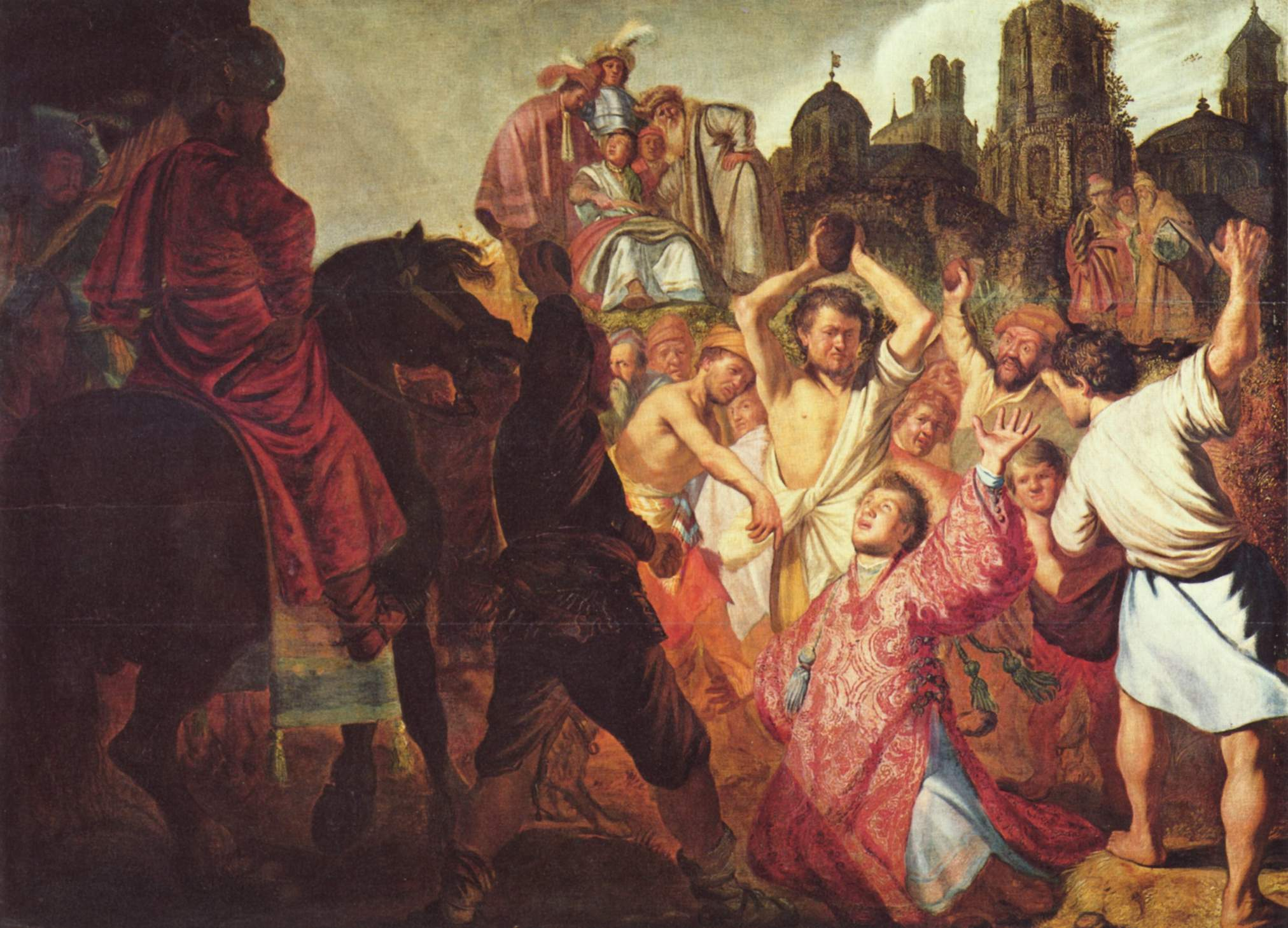
O Martírio de São Estevão, 1625
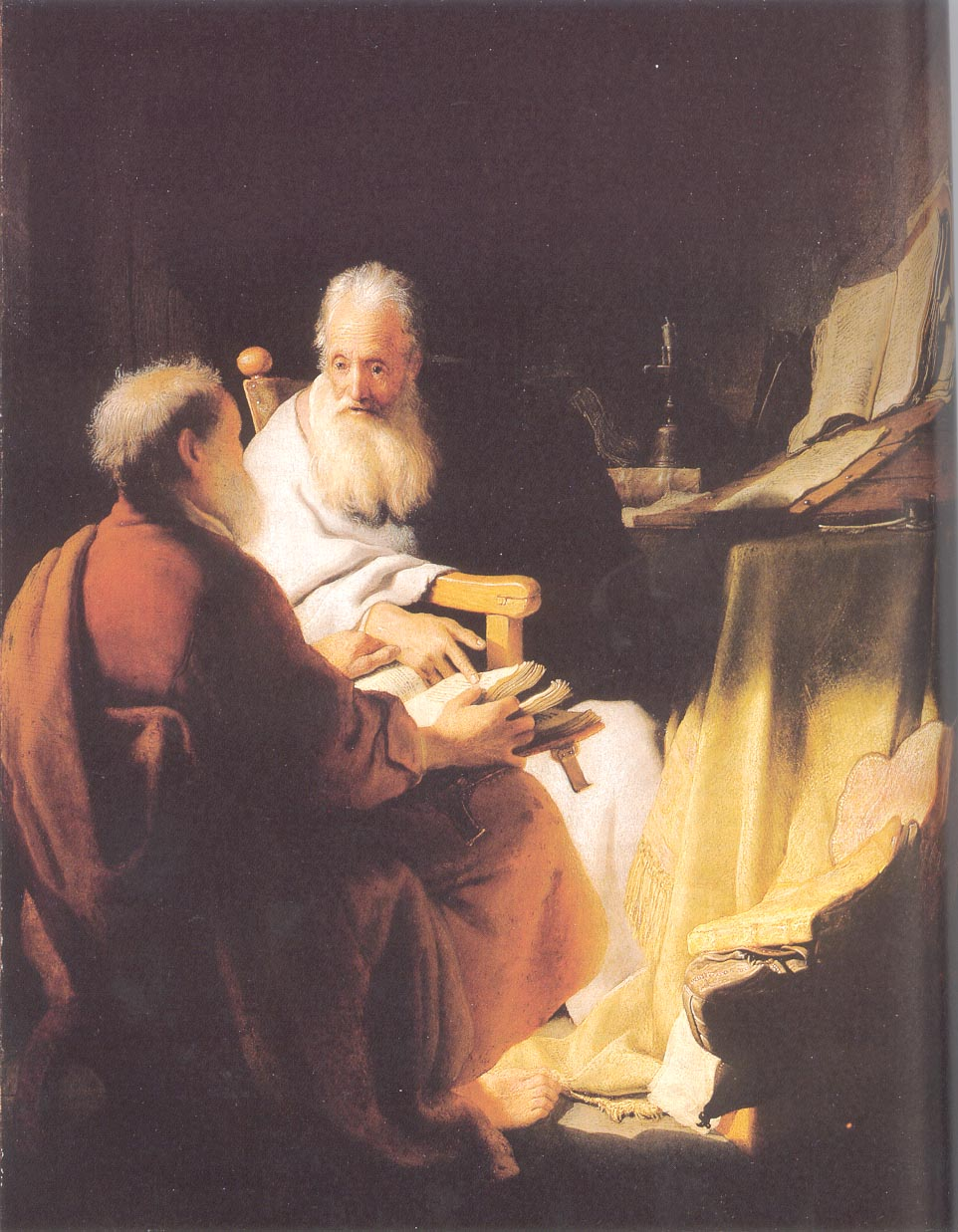
Dois Homens Velhos Disputando, c.1628
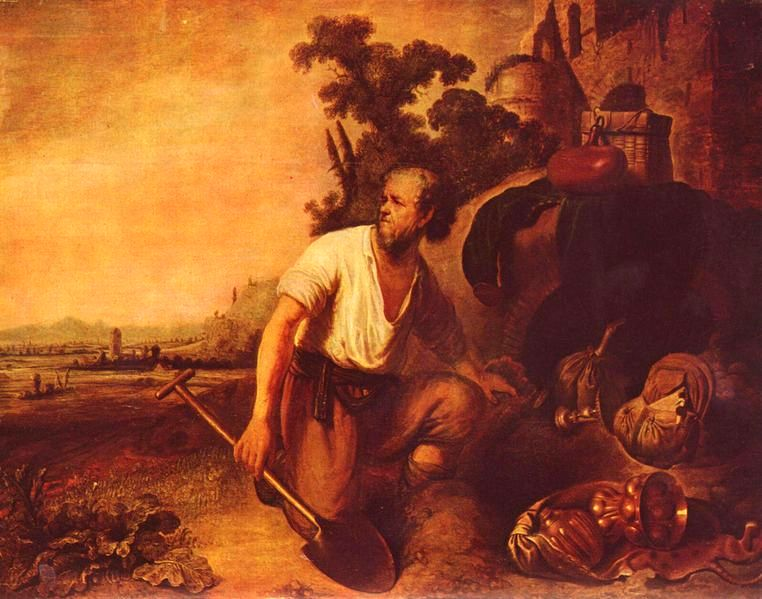
Parábola do Tesouro Escondido, c. 1630
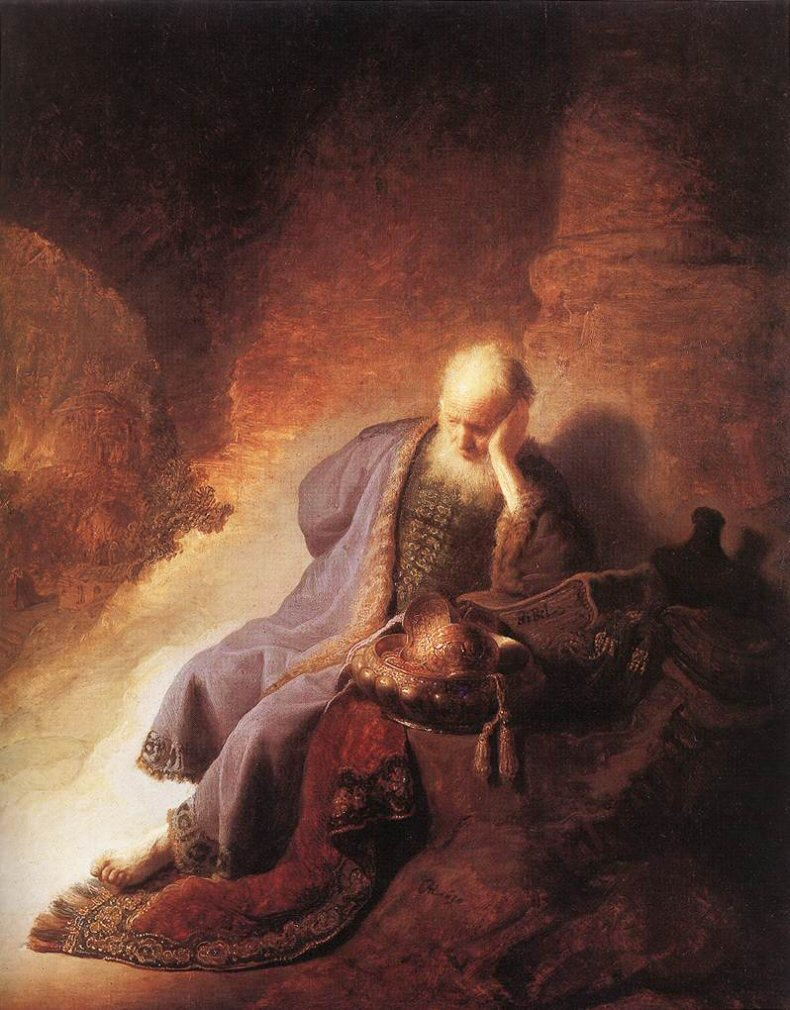
Jeremias Lamentando a Destruição de Jerusalém c. 1630
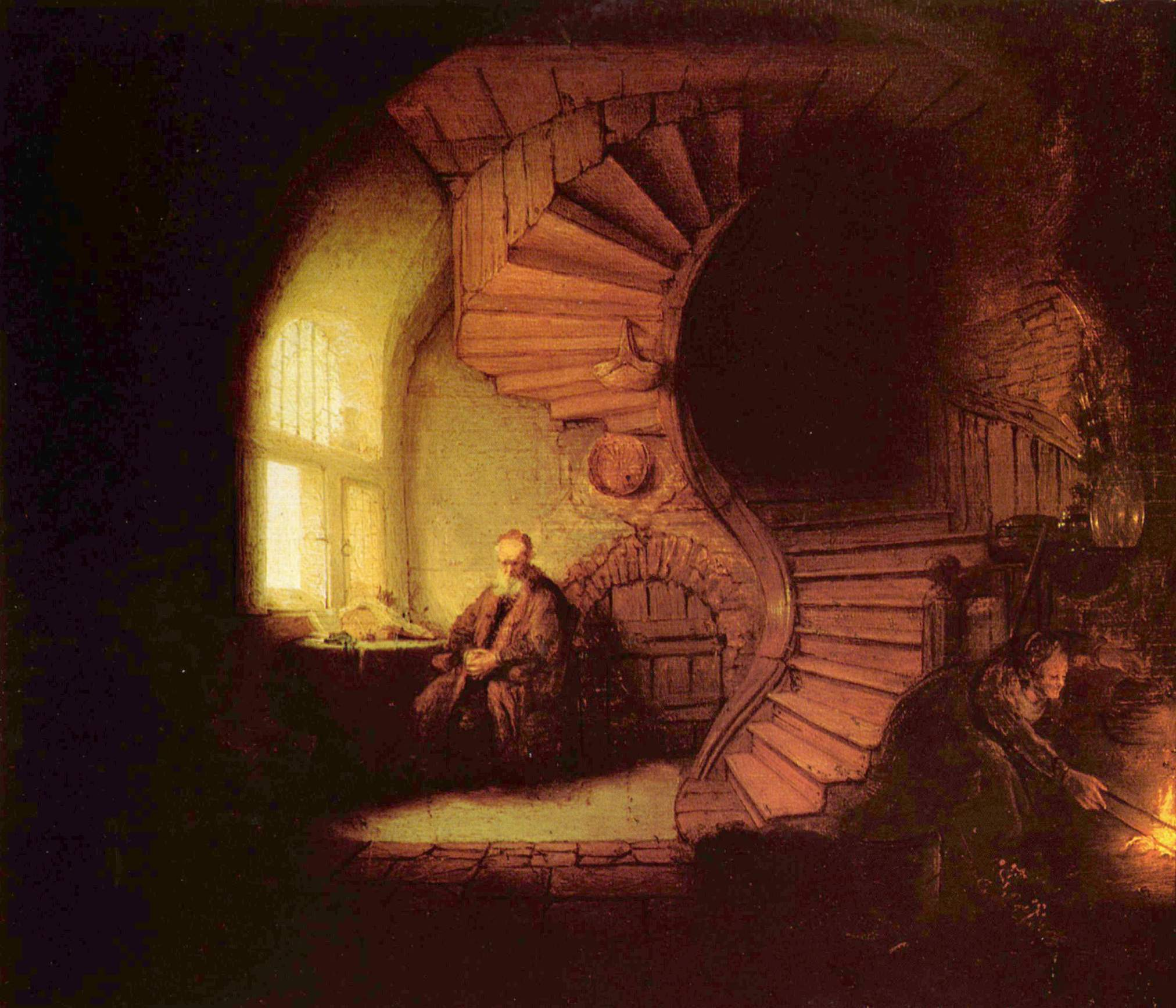
Filósofo meditando (1632)
Aula de Anatomia do Dr. Tulp, 1632
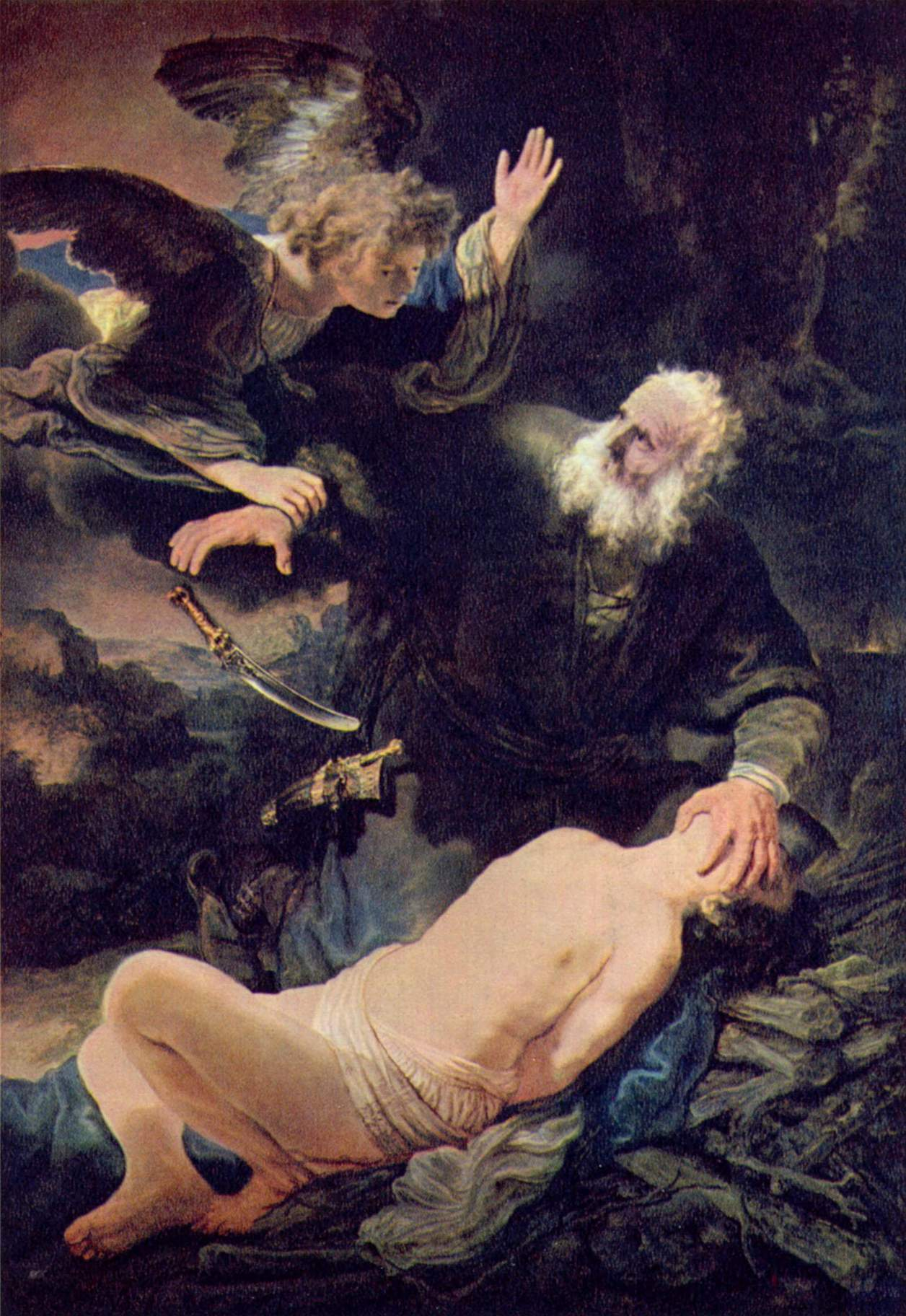
O Sacrifício de Isaac (1635)
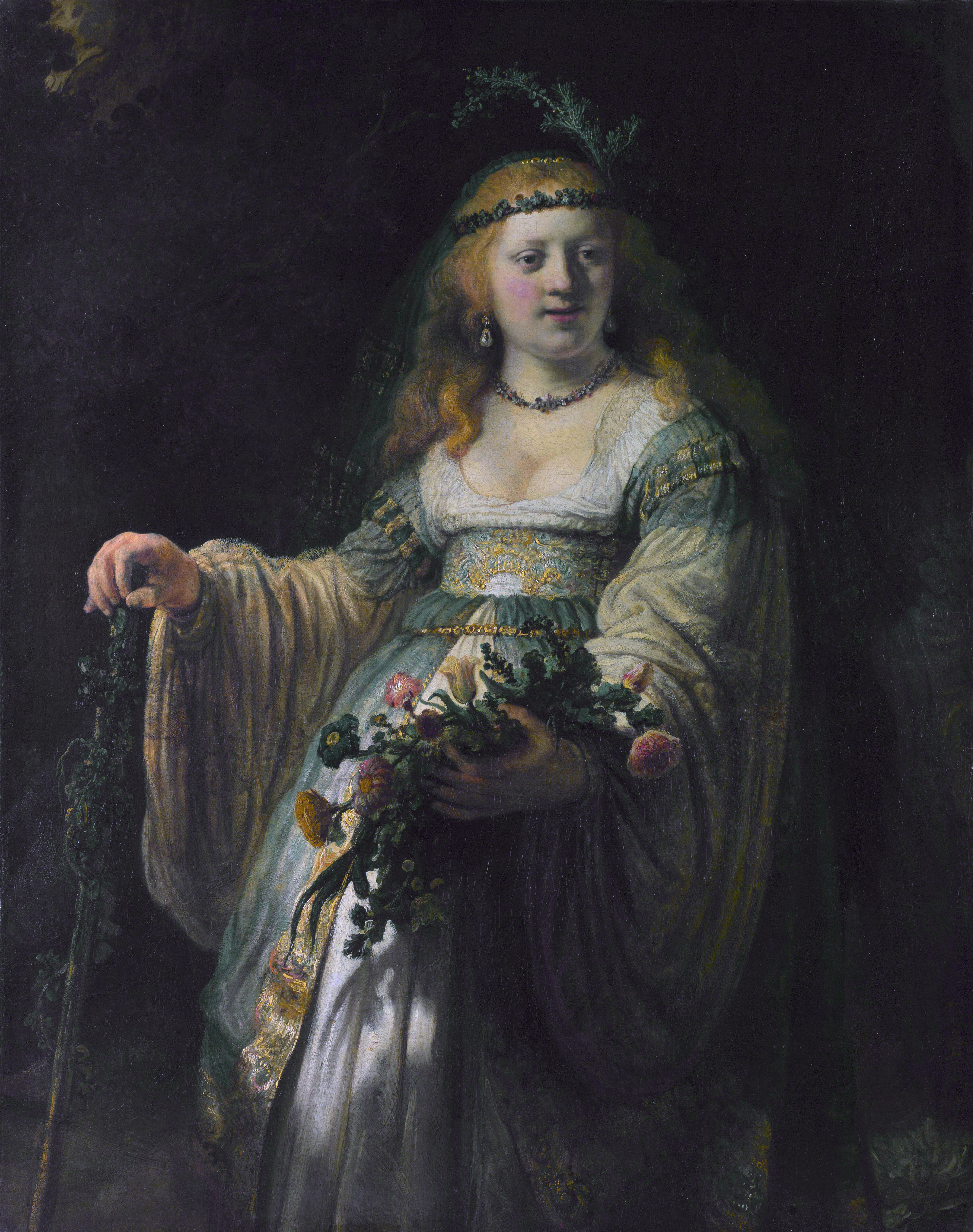
Saskia como "Flora", 1635
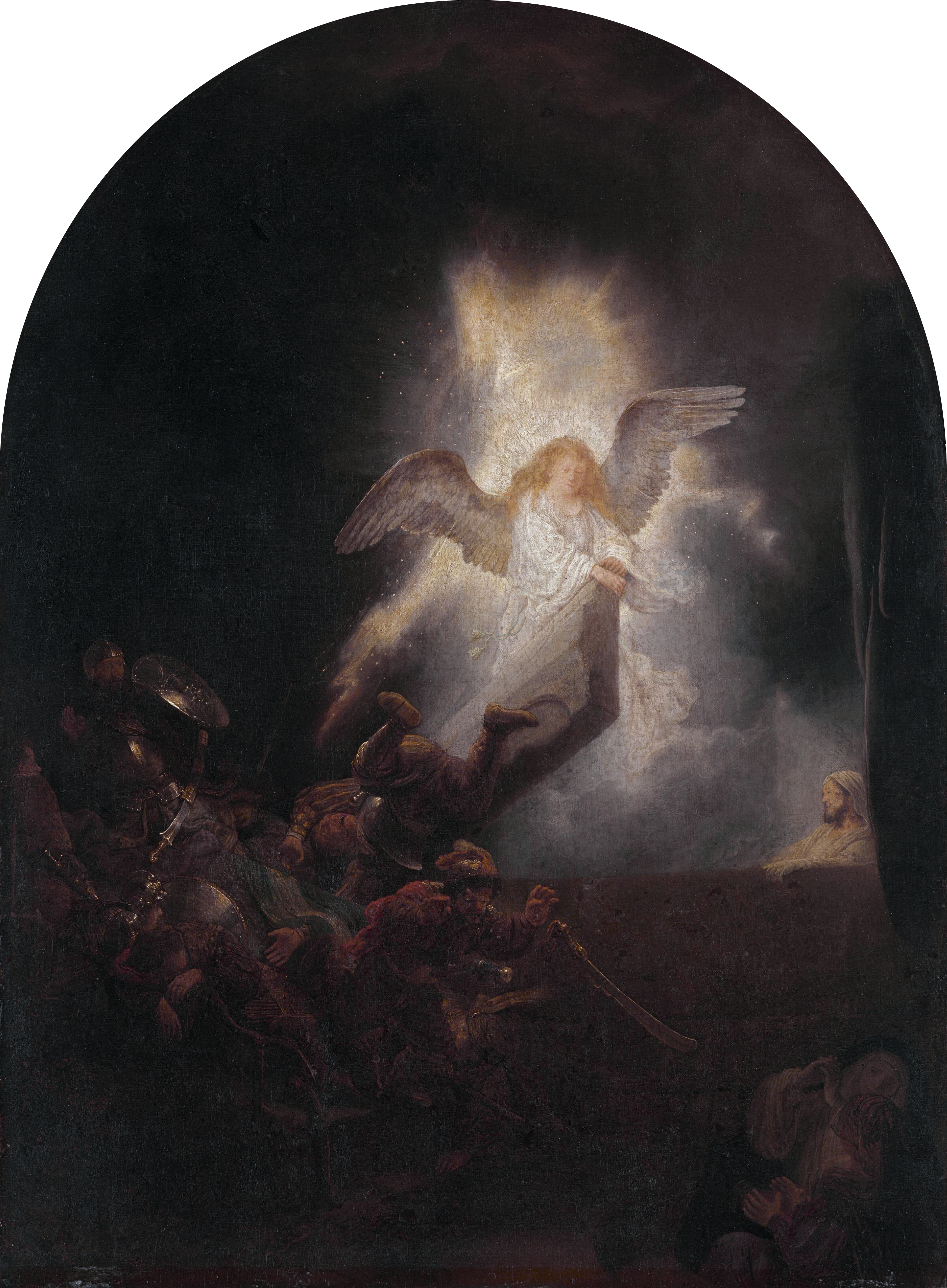
A Ressurreição (1636-1639)
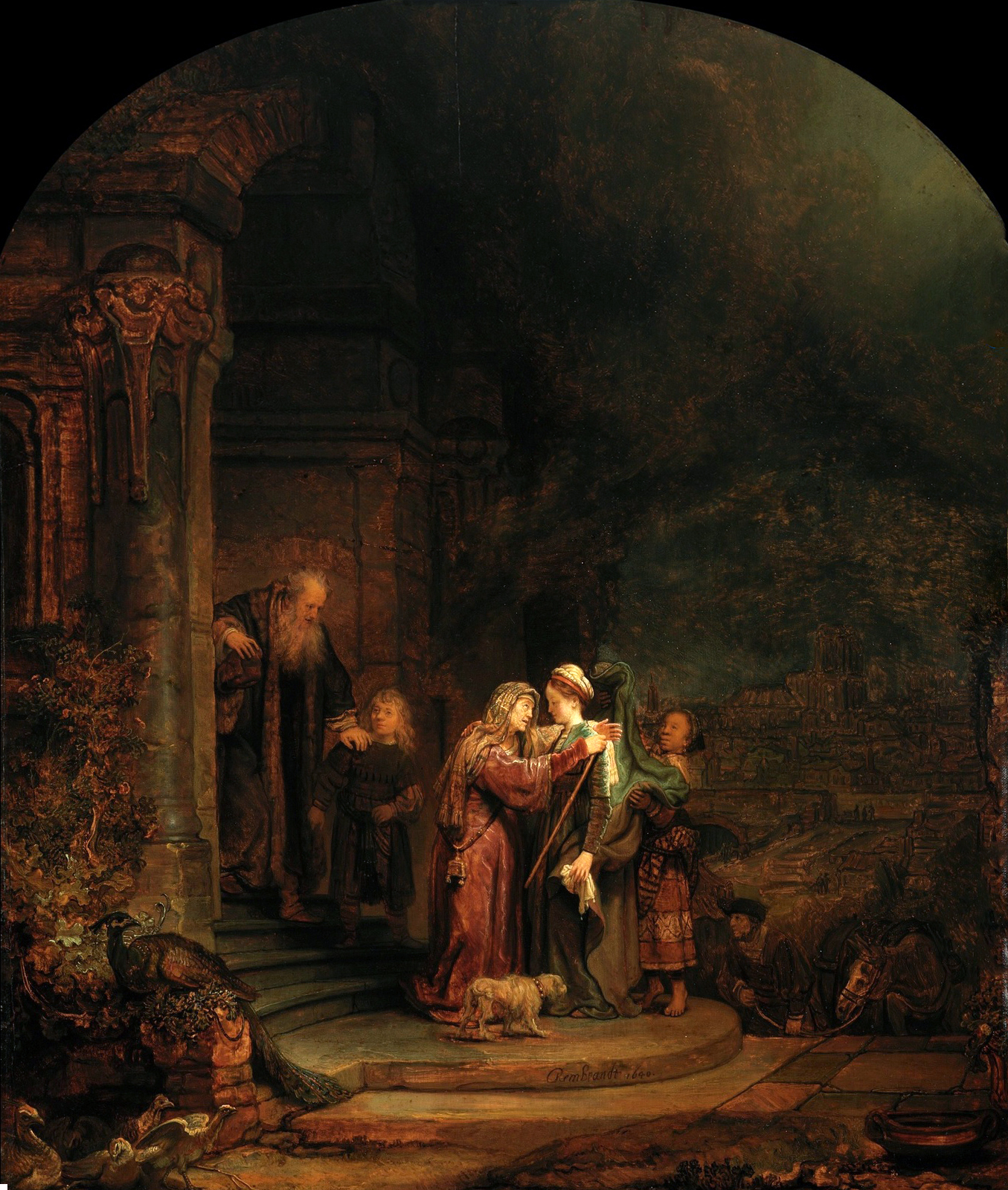
Visitação (1640)
A Ronda Noturna (1640-1642)
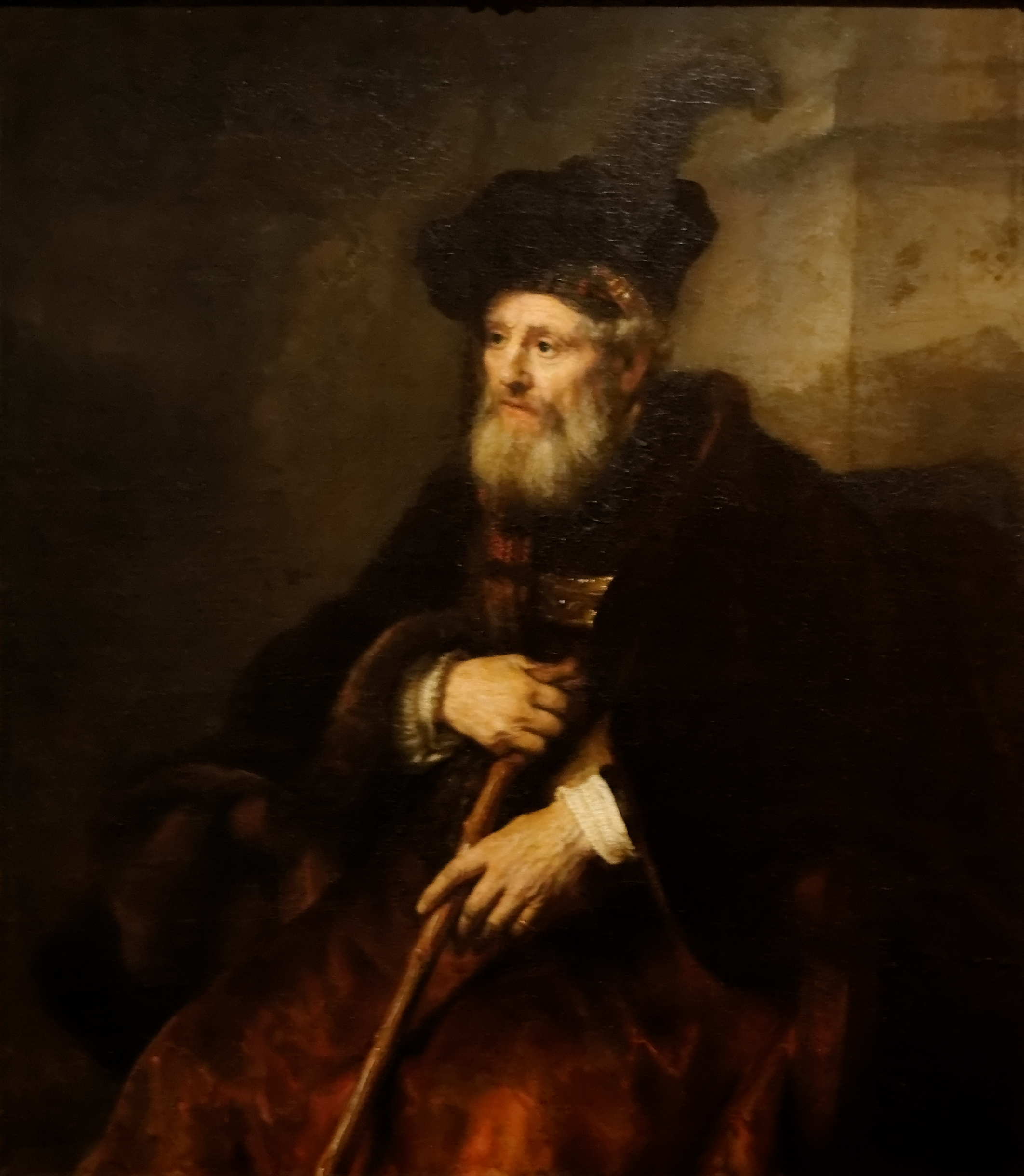
Figura de Velho, 1645, Museu Calouste Gulbenkian
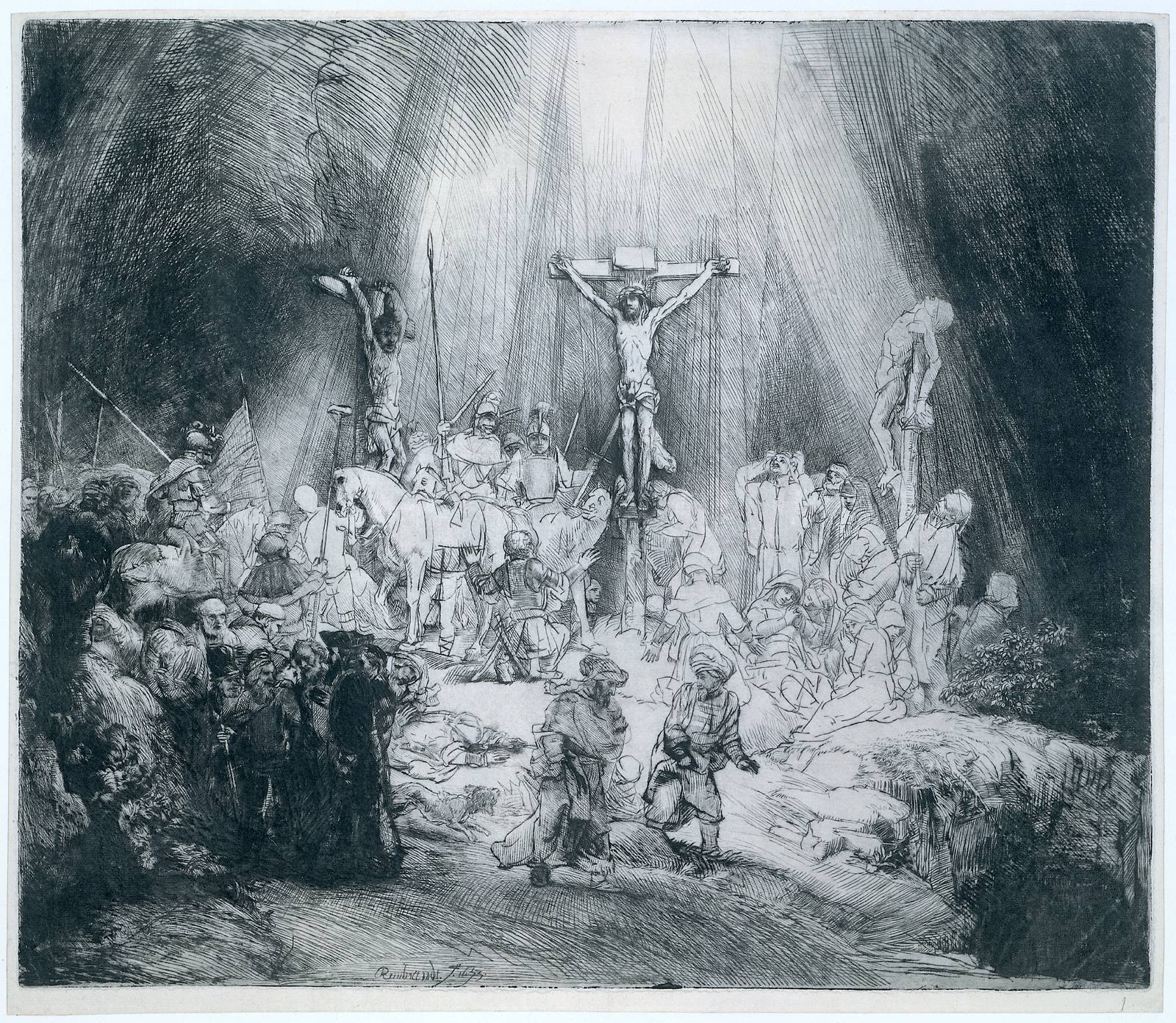
As três cruzes, gravura em metal (1653)
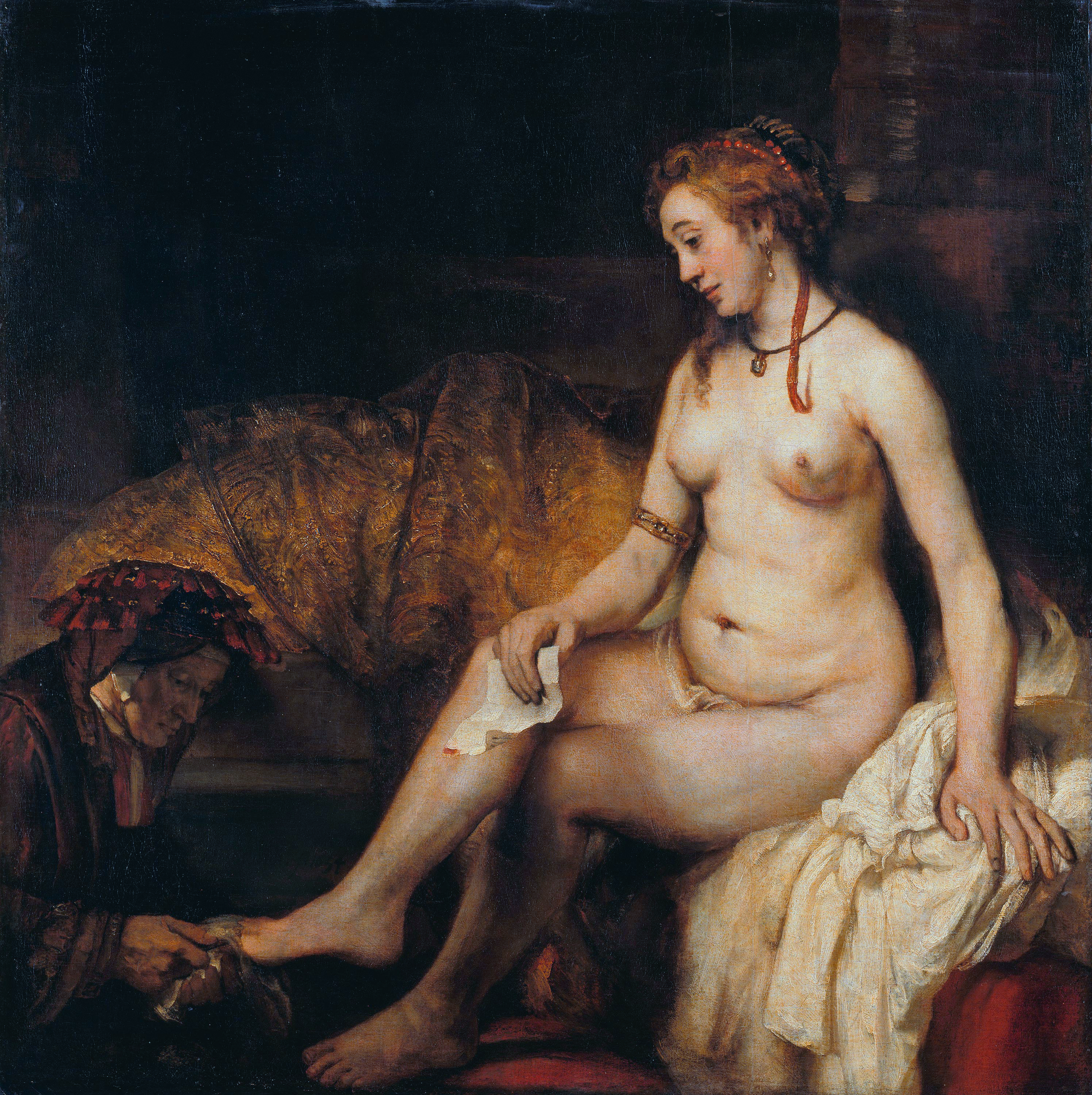
Betsabá e Seu Banho (1654)
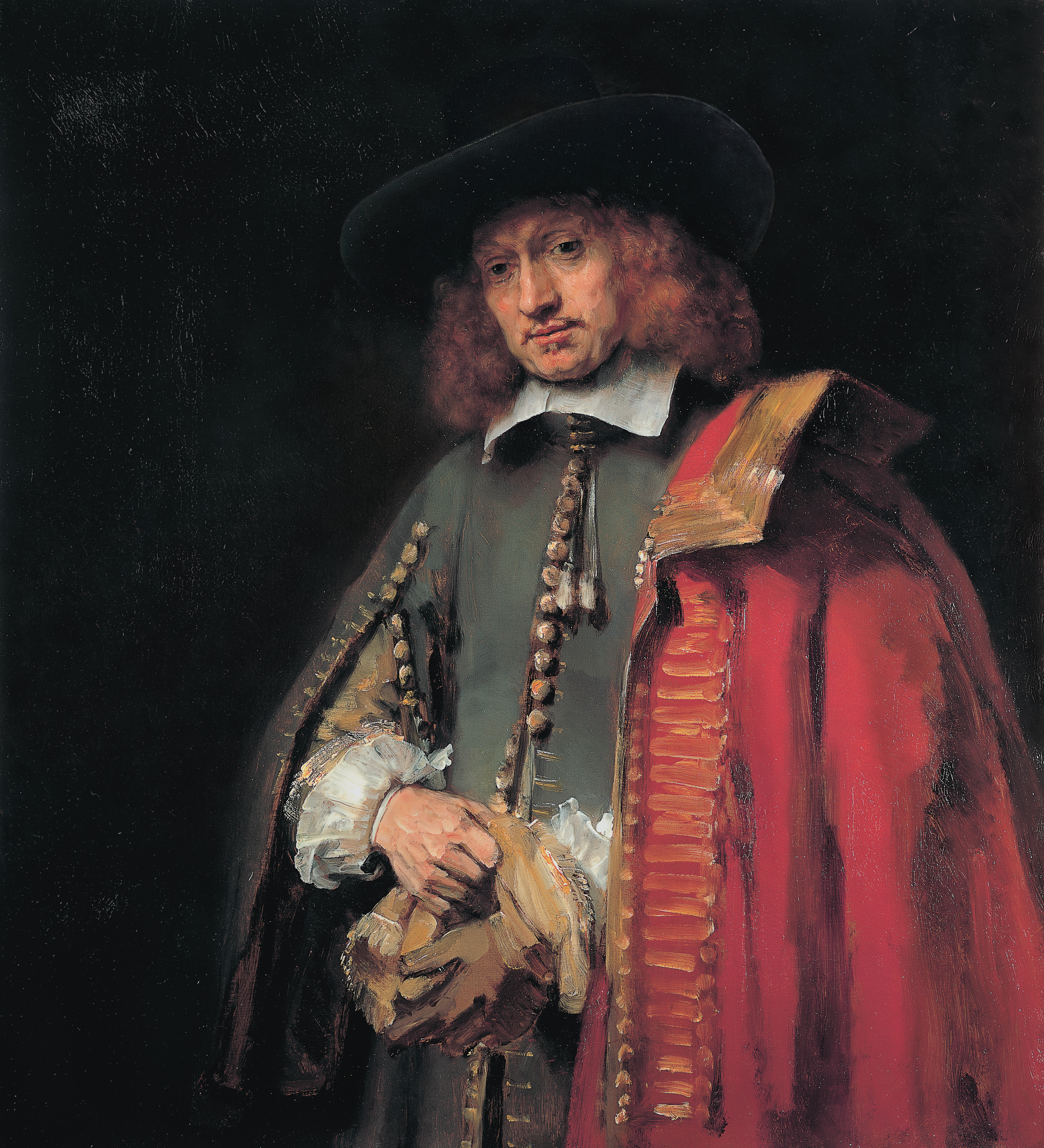
Retrato de Jan Six (1654)
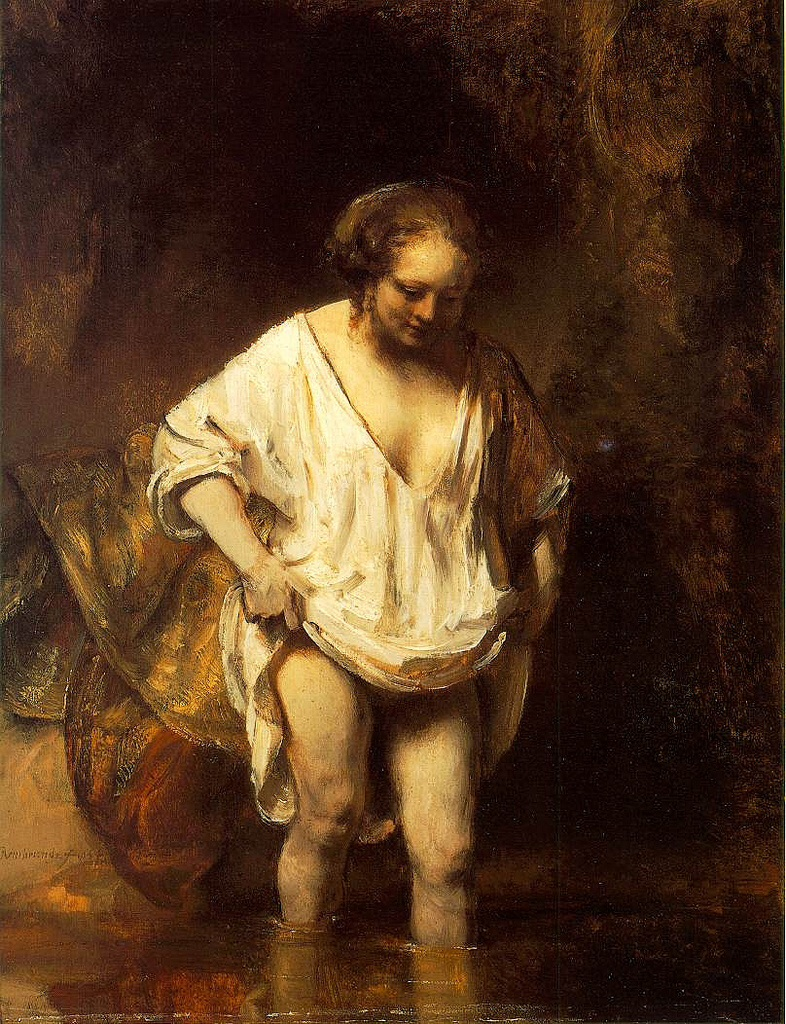
Mulher banhando-se em um Rio, c. 1654, National Gallery, Londres
Retrato de uma Mulher Velha, 1655
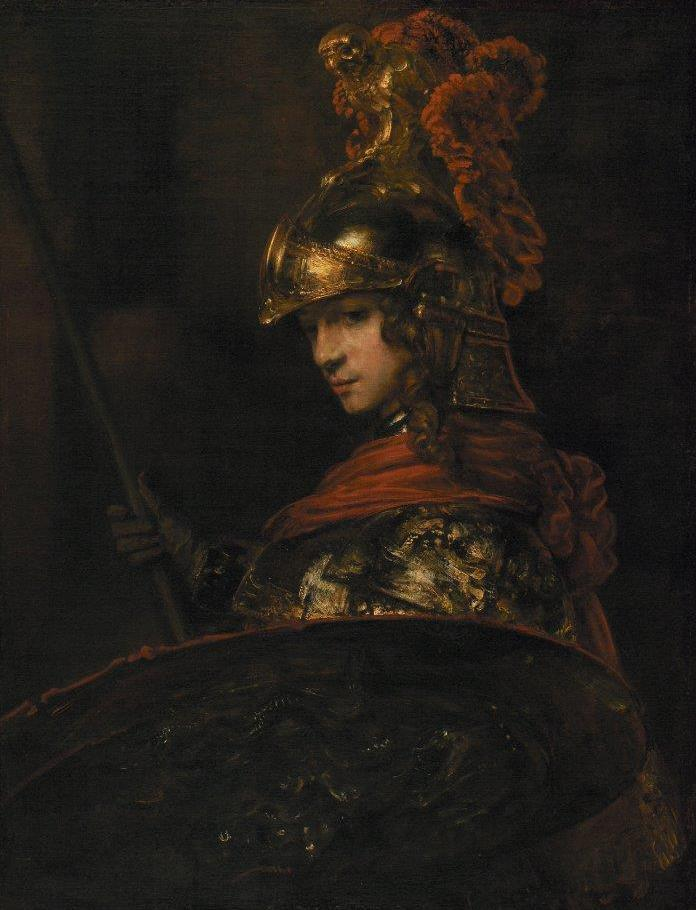
Palas Atena, c.1657, Museu Calouste Gulbenkian
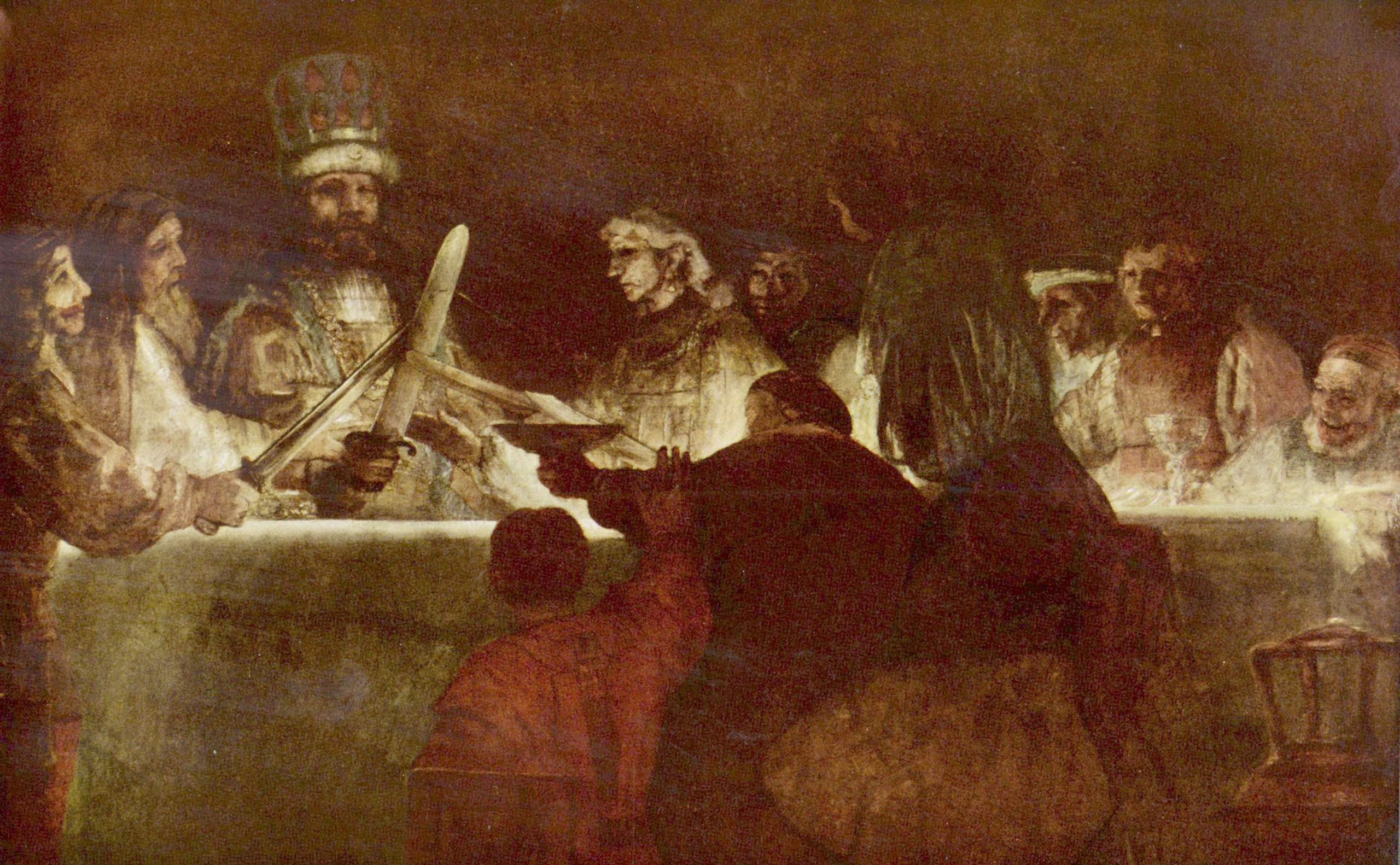
A Conspiração de Claudius Civilis, 1661-62
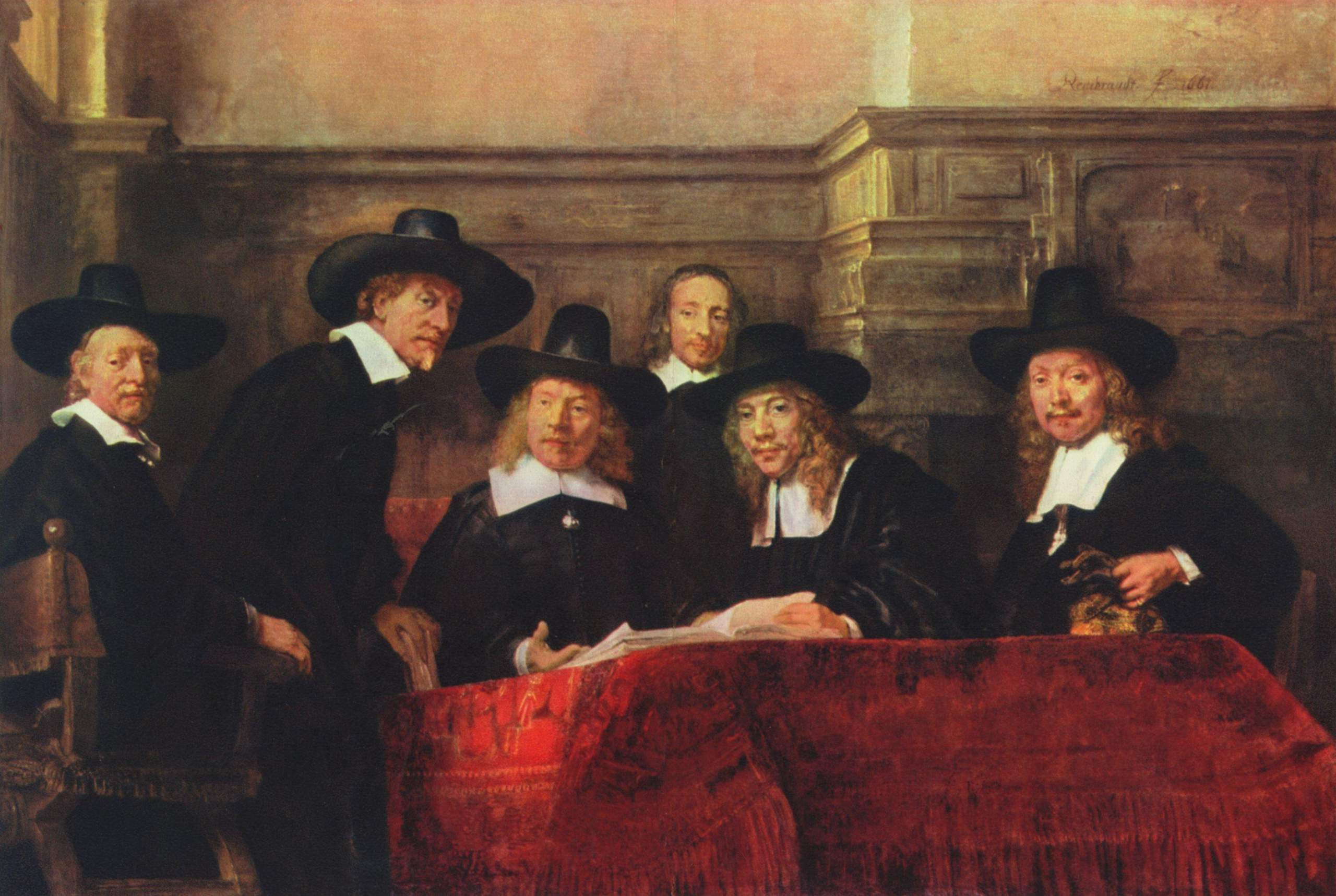
Os síndicos da guilda dos fabricantes de tecidos (1662)
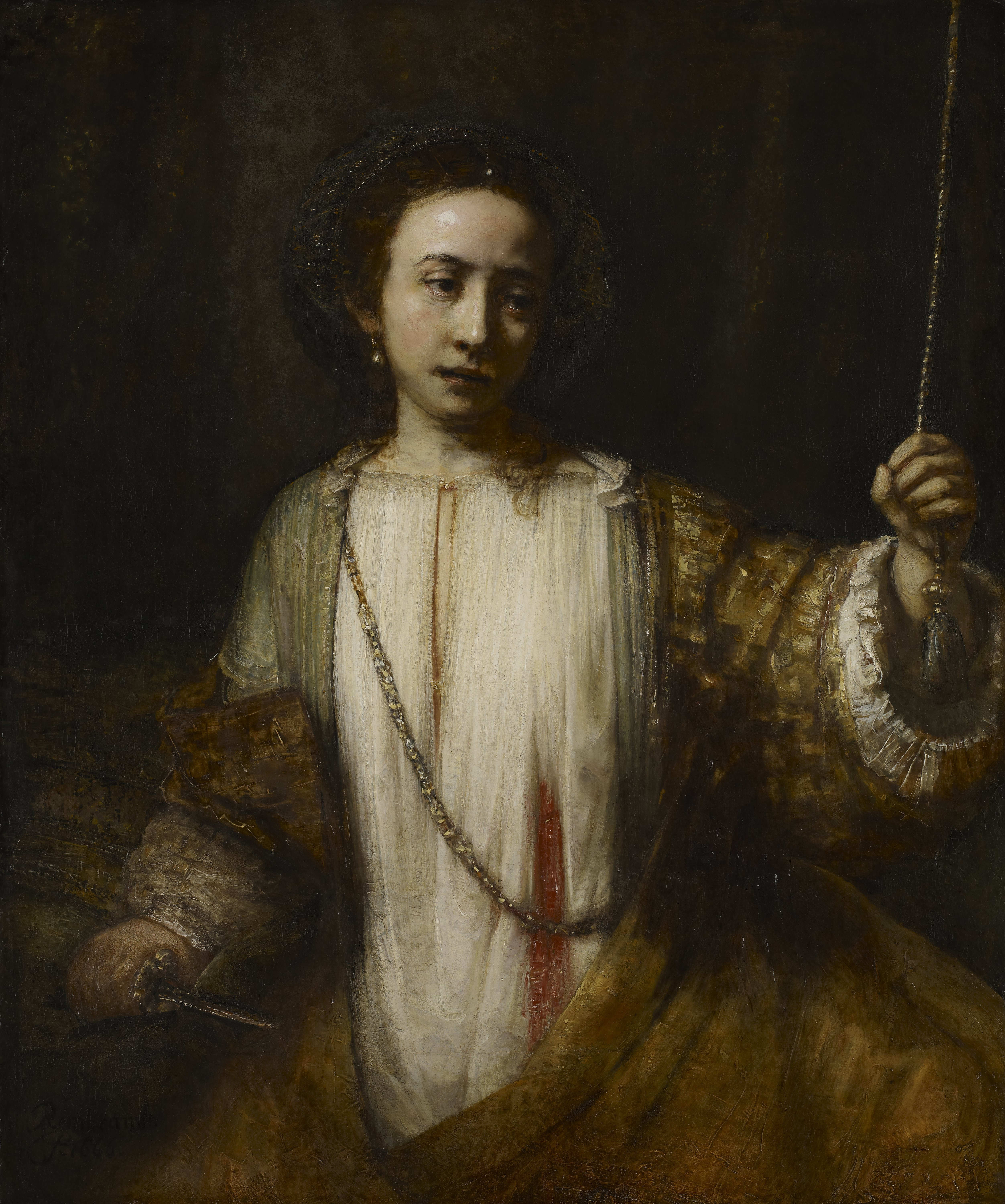
Lucrécia (1666)
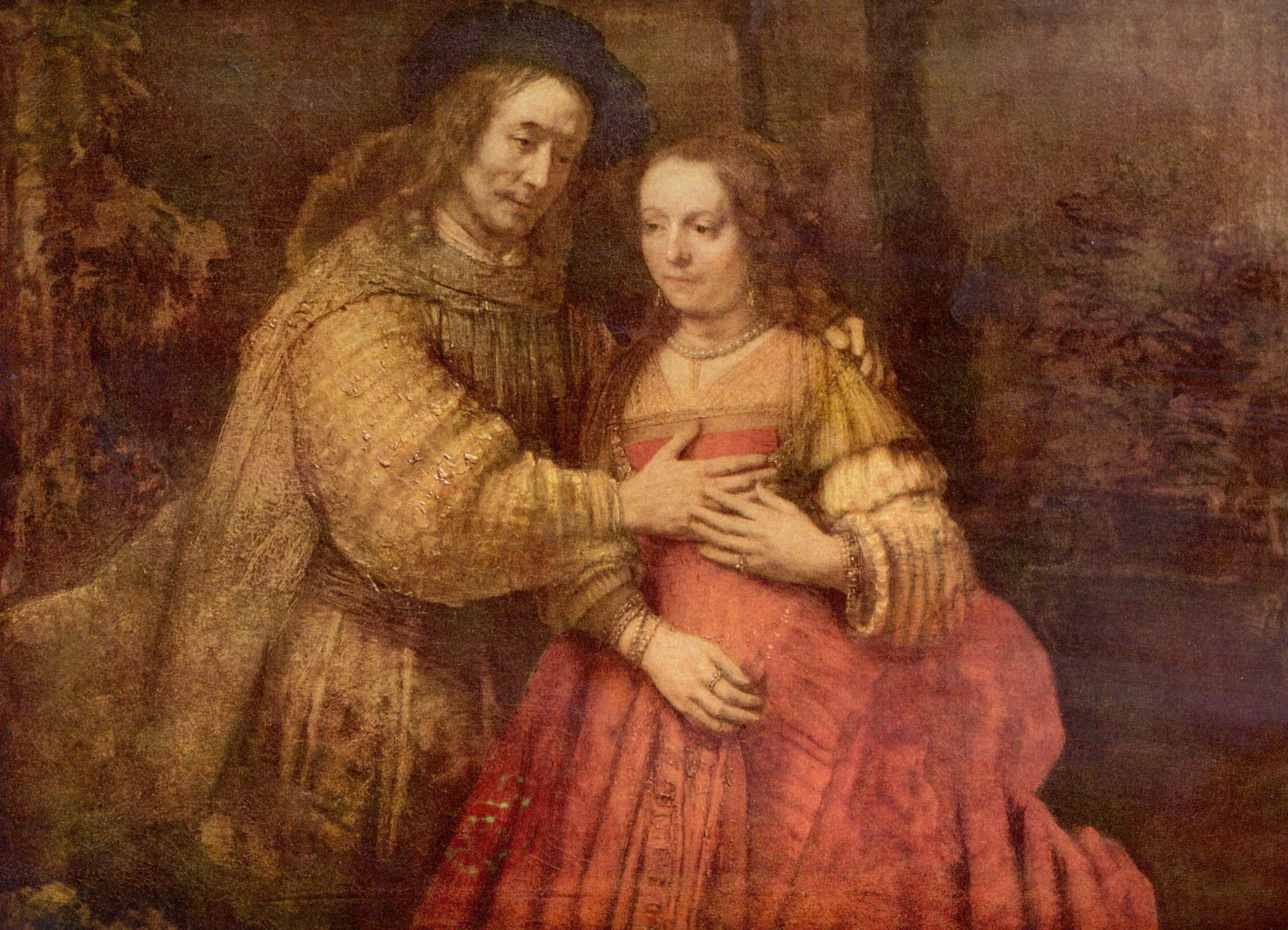
A noiva judia (1667)
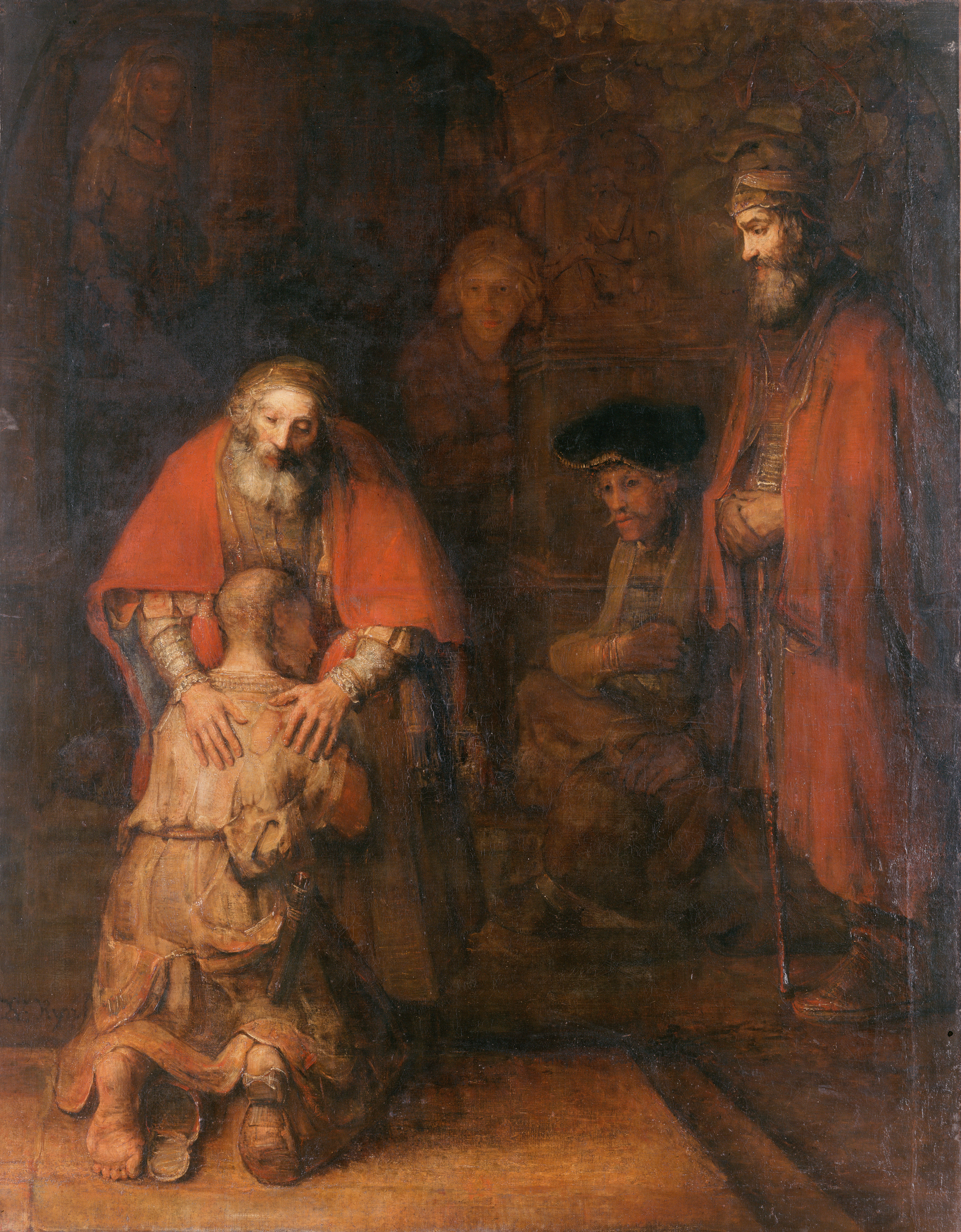
O Retorno do Filho Pródigo, c. 1668

### Gravuras e desenhos

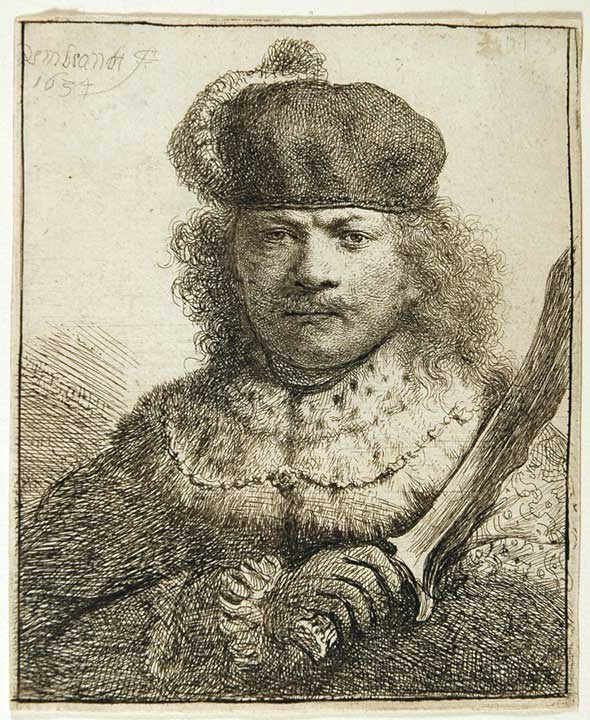
Auto-Retrato (1634)
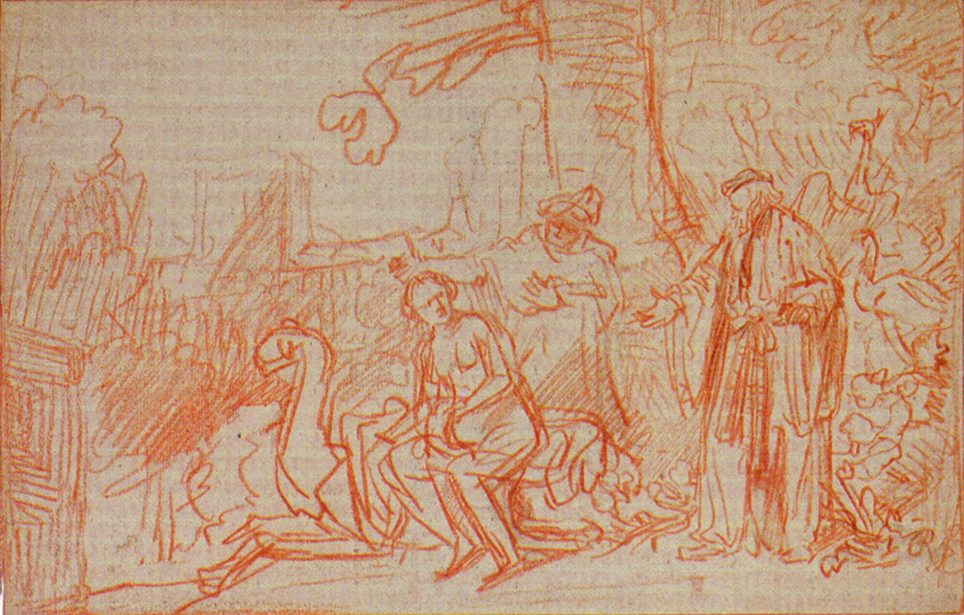
Suzana e os Velhos (1634)
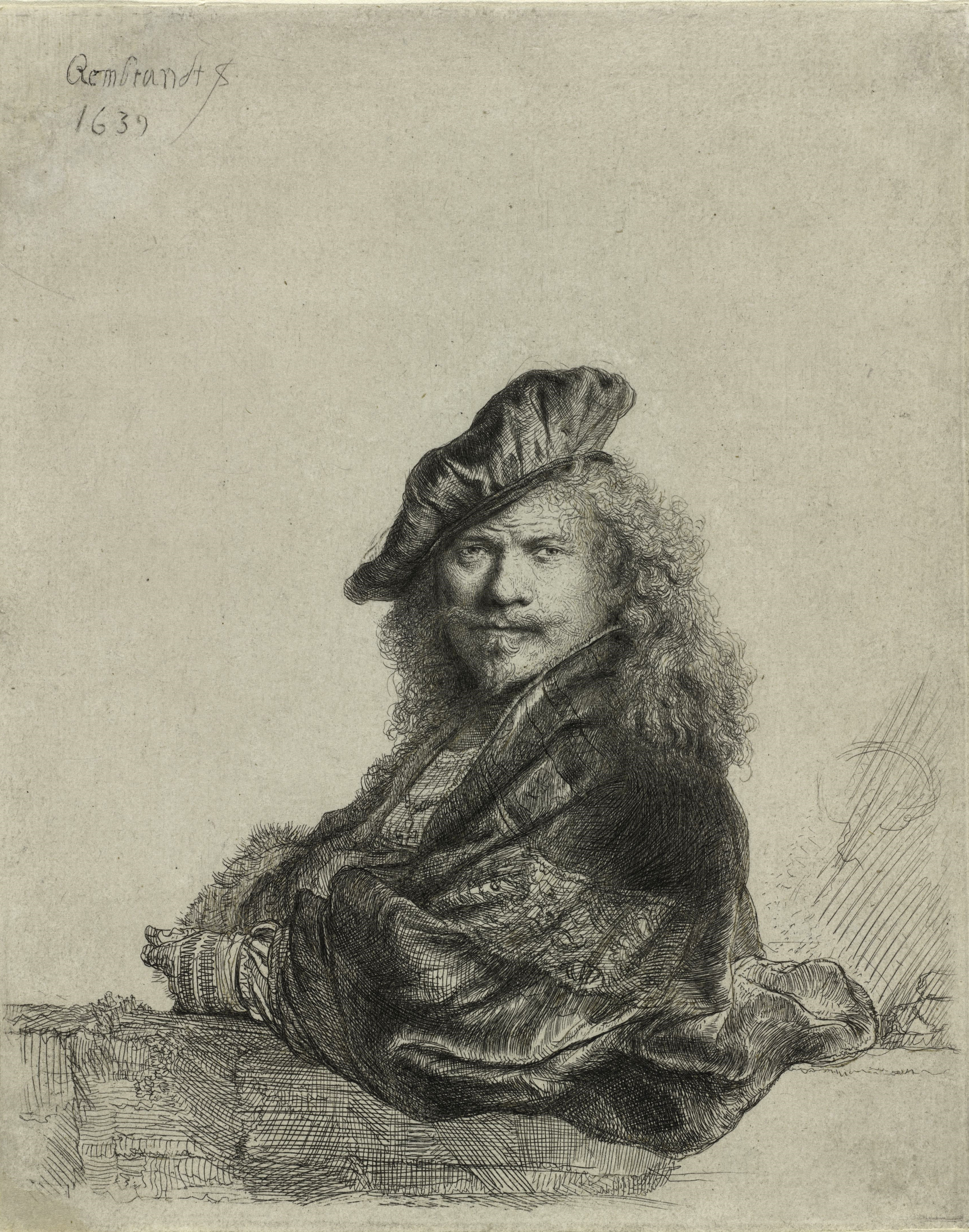
Autorretrato (1639)
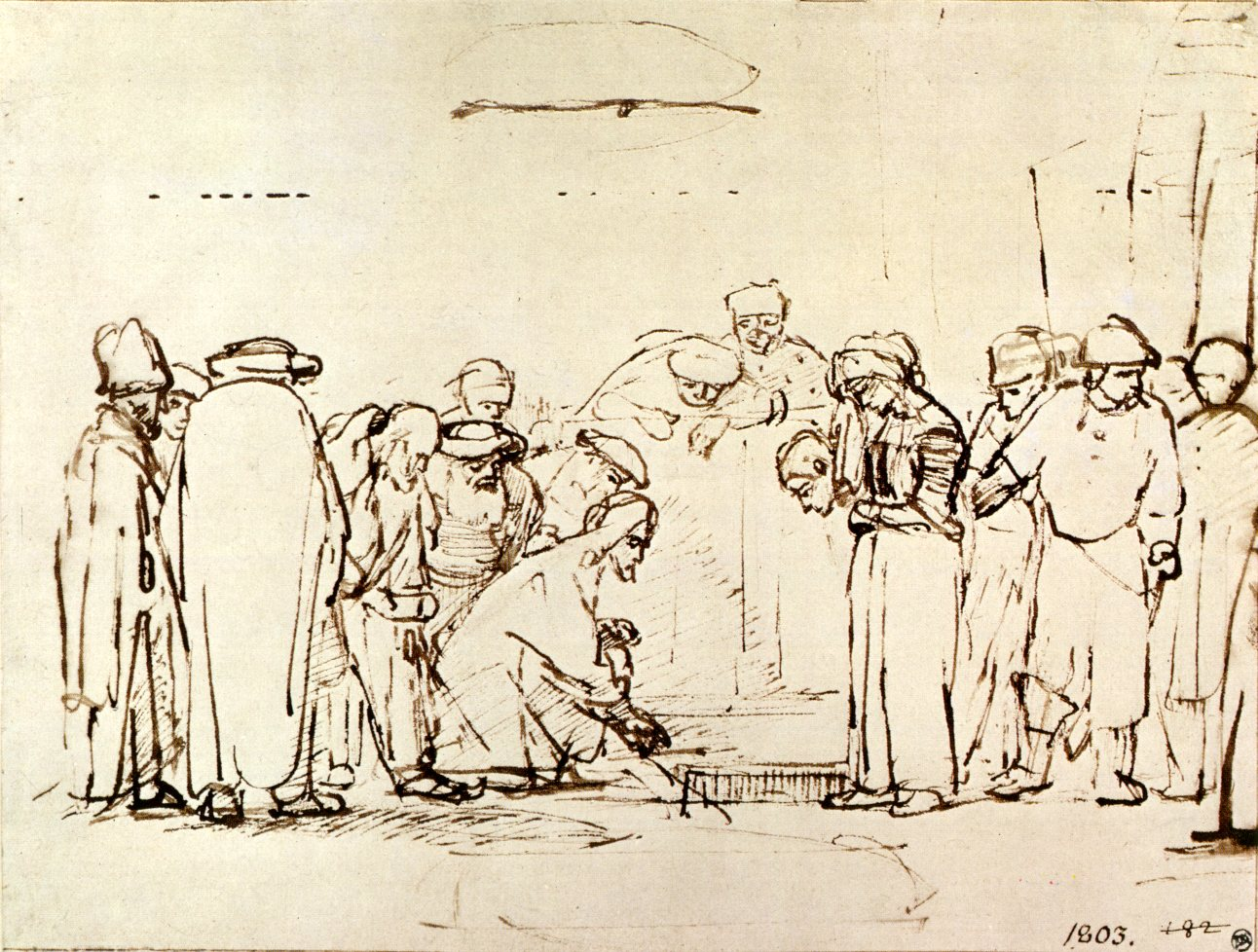
Cristo e a Adúltera
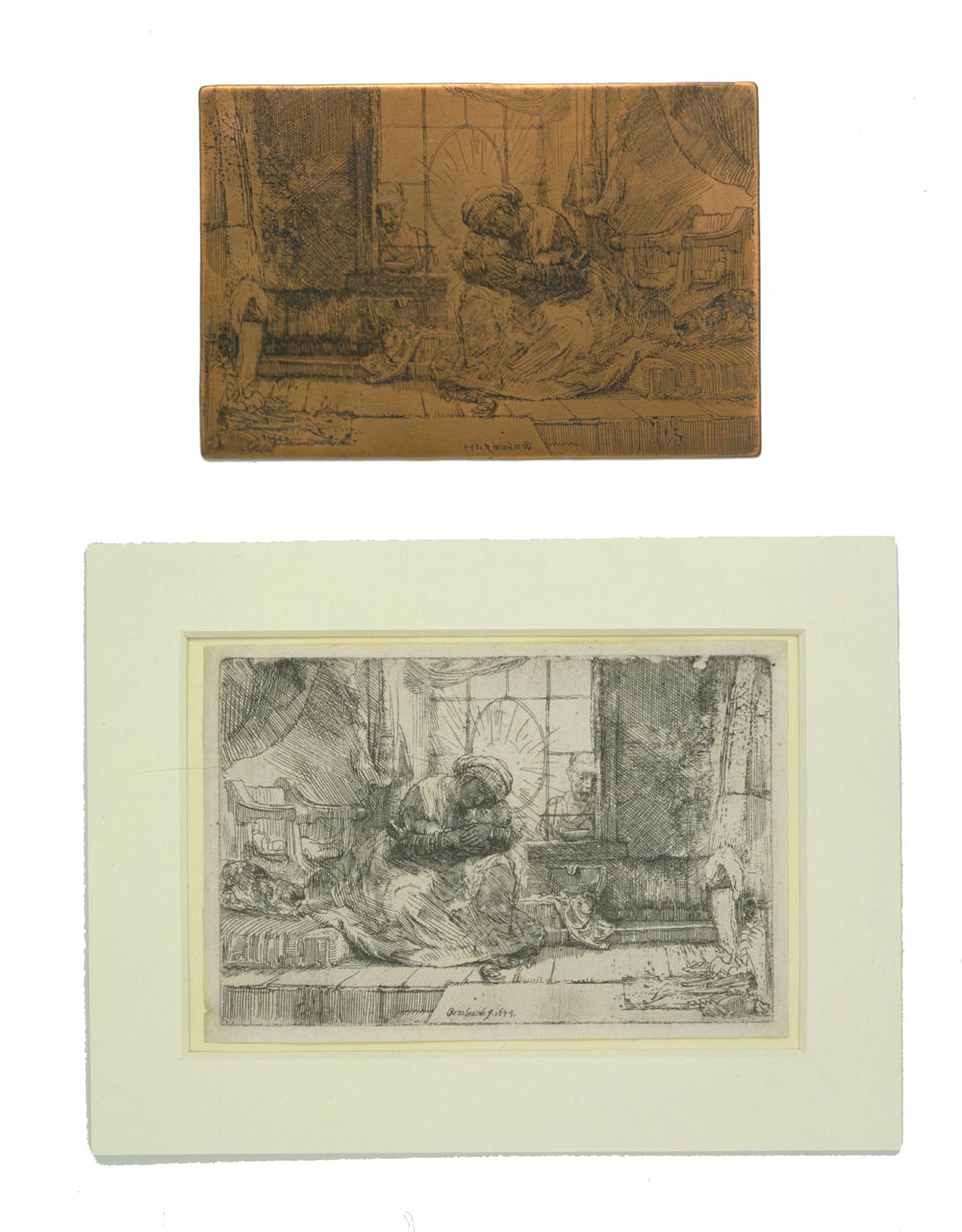
A Virgem e a Criança com um Gato (1654)
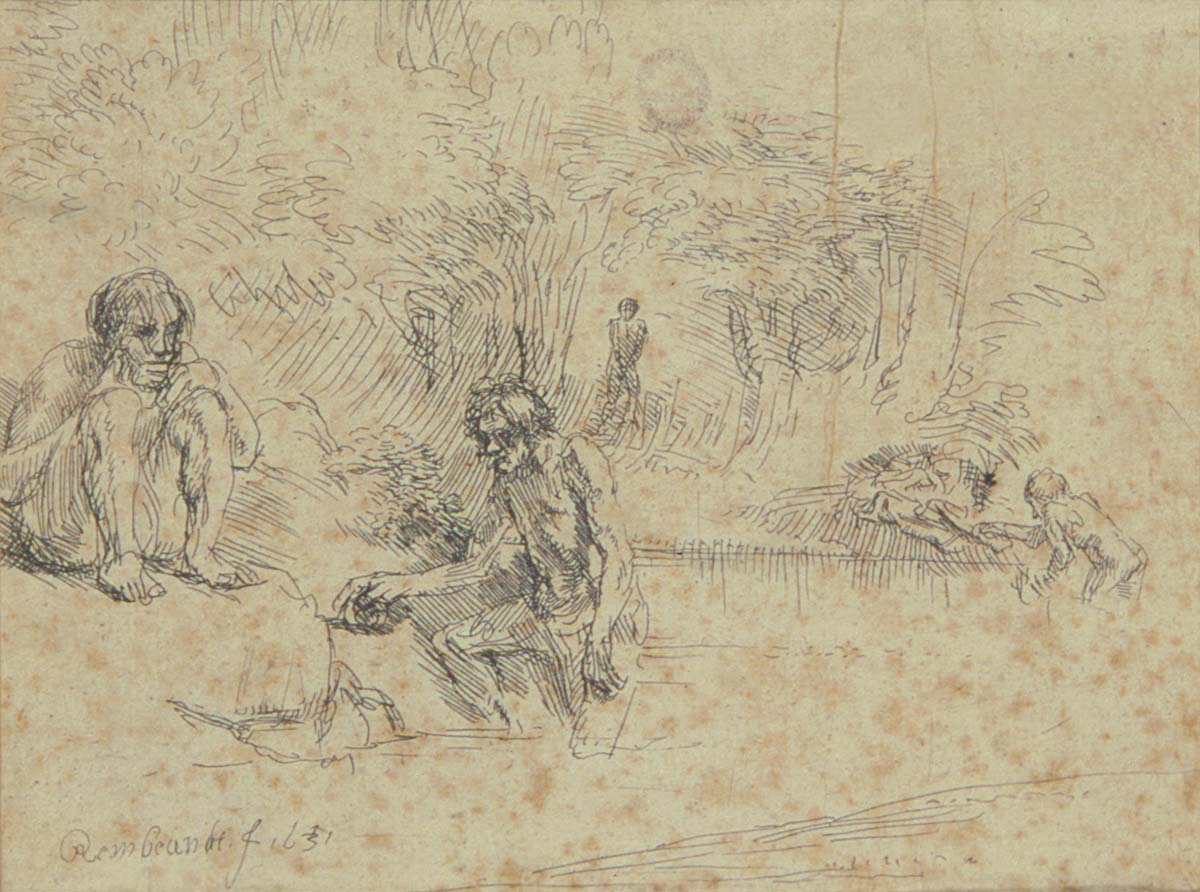
Os banhistas (1651), Casa Museu Eva Klabin